# 臺中市行政區劃
臺中市行政區劃係描述與今中華民國臺中市相關之行政區劃沿革，及現今臺中市之行政區劃範圍。
目前臺中市劃分為29區（含1原住民區），係由原臺中市的8區，以及臺中縣的3縣轄市、5鎮、13鄉改制而來，在29區之下共計有625里12,522鄰。臺中市面積最大和最小的三級行政區分別是和平區與中區，兩區面積分別為1,037.8192平方公里與0.8803平方公里；人口最多和最少的三級行政區分別是北屯區與和平區，2024年底兩區人口分別為310,965人與10,656人；人口密度最高與最低的三級行政區分別是北區與和平區，2024年底兩區人口密度分別為每平方公里20,694人與每平方公里10人；下轄里數最多與最少的三級行政區分別為北屯區與中區、和平區，北屯區轄有42里，而中區與和平區則僅轄有8里。

## 歷史

### 明清開墾時期
早期為道卡斯族、巴布拉族、巴則海族、洪雅族等臺灣平埔族部落定居於此。17世紀，巴布拉族與貓霧捒族、巴則海族、洪雅族、道卡斯族已成立大肚王國。鄭經繼位之後，隸屬天興州。清康熙22年（1683年），施琅攻下台灣，次年設臺灣府，將天興州改為諸羅縣（今嘉義縣至基隆市）。雍正元年間，設立彰化縣（今雲林至臺中）。1887年，臺灣建省之後改為臺灣府（今雲林縣至苗栗縣）。

### 日治時期
日治時期，1895年8月改為臺灣民政支部。1896年臺中縣設立（今之雲林縣、彰化縣、臺中市）。1901年改縣為臺中廳。迨1920年，改為臺中州；下設臺中、彰化兩市及大屯、豐原、東勢、大甲、彰化、員林、北斗、南投、新高、能高、竹山等十一郡五十七街庄。州設州廳，郡市設郡市役所，街庄設街庄役場，分層辦理地方事務。

### 中華民國時期

#### 縣市分治
臺中市
1945年戰後，中華民國接收臺灣；12月6日，臺灣省行政長官公署頒佈〈臺灣省省轄市組織暫行規程〉，明定臺中市為省轄市:309。1946年1月21日，臺中市原有的大正區等10區整併為東區、西區、南區、北區及中區等5區:311。1947年2月5日，臺灣省行政長官公署核定將原屬臺中縣的北屯鄉、西屯鄉及南屯鄉劃入臺中市:318:20。
臺中縣
1945年第二次世界大战後，中華民國接收臺灣，原日治時期之臺中州改為「臺中縣」，縣治設於員林鎮；原轄下臺中、彰化兩市，獨立成為省轄市，隔年完成大屯等十一郡改設區署（11區），街庄改設鄉鎮（60個）。1947年再將南屯、西屯、北屯三鄉，劃入臺中市。1949年3月，東勢區和平鄉、玉山區信義鄉及仁愛鄉合併增設中峰區:9。1950年9月，臺灣省政府公布臺灣省各縣市行政區域調整方案；10月21日，臺中縣保留中峰區和平鄉與豐原區、大甲區、東勢區、大屯區等地，將其餘6區與中峰區信義鄉、仁愛鄉劃出彰化縣與南投縣兩縣，臺中縣治改設於豐原鎮，並撤銷區署，全縣轄有6鎮15鄉，共計21個鄉鎮:10。1955年，臺中縣內埔鄉因與屏東縣內埔鄉同名，改稱為后里鄉:115:60。1973年，因應梨山地區的開發，遂設置梨山建設管理局，並將臺中縣和平鄉梨山村與平等村劃歸該局接管:11。1976年3月1日，豐原鎮改制為豐原市:74:60。1980年12月，梨山建設管理局改制為「臺灣省政府交通處梨山風景特定區管理所」，梨山村與平等村再歸為臺中縣之轄區:11。1993年11月1日，大里鄉改制為大里市:38:60。1996年8月1日，太平鄉改制為太平市:387:60。

#### 合併改制
- 2009年6月23日，「臺中縣市合併改制直轄市」案經內政部審查通過。
- 2009年7月2日，行政院正式通過臺中縣市合併改制案，臺中市與臺中縣將於2010年12月25日合併改制。
- 2010年11月27日，胡志強當選合併改制後的第1屆臺中市市長。

## 各區簡介
臺中市共計29個市轄區，各區簡介如下（按照郵遞區號排列）：

### 中區（400）
中區，位於臺中市中心，係由於其在1946年2月臺中市劃分區域時被東、西、南、北四區環繞而得名:299，面積0.8803平方公里，是臺中市面積最小的行政區:9，也是全臺灣面積最小且唯一未滿1平方公里的鄉鎮市區。
在1990年代以後，隨著臺中市經濟發展重心西移，且中區道路狹窄、缺乏停車場地等因素，致使中區市況衰退嚴重。但由於中區是臺鐵臺中車站所在地，加上數條公車路線皆於該區設站，台12線（中區境內路段原稱為「中正路」，今臺灣大道一段）東端起點也位於該區，故仍為臺中市的交通要衝，以及中部地區東西向幹道起點。2010年代後，隨著數家民間企業與組織以觀光旅遊帶動復興中區，使其商業活動近年再次逐漸活絡。

### 東區（401）
東區，位於臺中市中心，係由於1946年2月臺中市劃分區域時，其位於臺中市的東隅而得名:300。東區早期受到鐵路及河川的阻隔，發展受限，只有位於臺中車站東南方的復興路一帶為商業與補習班集中處。在縣市合併的前後，隨著中央與地方政府陸續在東區進行鐵路高架化、臺中大車站計畫、干城重劃區及臺中糖廠都更等各項計劃，使得東區前景有改變的契機，境內的大魯閣新時代購物中心及秀泰生活台中站前店為臺中市著名的購物中心。

### 南區（402）
南區，位於臺中市中心，係由於1946年2月臺中市劃分區域時，其位於臺中市的南端而得名:302。清領時期臺灣建省時，曾將省治中心設在現今南區內的橋仔頭，唯後來省城興築未完成，即因省會遷至臺北而未能實現:176:51、53。此區設有中興大學與中山醫大，重要的政府機關臺灣高等法院臺中分院 、臺中高等行政法院、文化部文化資產局、國立公共資訊圖書館亦設立於此區，型塑出文風鼎盛的生活圈。

### 西區（403）
西區，位於臺中市中心，係由於1946年2月臺中市劃分區域時，其位於臺中市的西隅而得名:301。西區為臺中州廳以及臺中市政府部分局處之所在地，區內經國綠園道連結著國立自然科學博物館、金典綠園道、勤美誠品綠園道、國立台灣美術館、臺中市大墩文化中心、忠信市場與審計新村文創聚落到美術園道，使這一大片綠帶與週邊成為臺中市區主要的文化創意與餐廳聚落區域。區內的大專院校有專門培養小學師資的中教大。

### 北區（404）
北區，位於臺中市中心，係由於1946年2月臺中市劃分區域時，其位於臺中市的北端而得名:302，人口密度每平方公里達2.1萬人，是中臺灣地區人口密度最高的鄉鎮市區。區內擁有臺體大、中國醫大、中科大等3所大專院校及臺中一中等4所高中，文教機構相當密集，並有天津路服飾商圈、北平路美食街及鄰近一中與中科大的一中商圈等著名的商圈市集，商業發展十分興盛。境內的臺中公園是臺中市歷史最悠久的公園，也是臺中市著名的觀光景點，另外中興堂及中山堂等重要演藝廳，著名的大型百貨公司中友百貨，臺中孔廟及臺中忠烈祠等文化設施，以及文英館、臺中放送局等文化資產皆位於北區內。

### 北屯區（406）
北屯區，舊稱「三十張犁」:86，後稱「北屯」，因其位於「大墩之北」而得名:302，位於臺中市中央偏東北方，縣市合併前為原臺中市面積最大的行政區:9，區內人口約29萬多人，是中臺灣地區的人口第一大鄉鎮市區，境內地形錯綜，生活型態多元化，兼具都市風貌與鄉村氣息，原臺中市海拔最高點（頭嵙山859m）亦於此區。此處為大坑風景區、臺中洲際棒球場的所在地，境內有諸如文心路、中清路、崇德路、北屯路、東山路等多條主要幹道行經，亦是臺中市區通往臺中國際機場與新社谷關的門戶。

### 西屯區（407）
西屯區，舊稱「西大墩」，因其位於「大墩之西」而得名:303，位於臺中市中央偏西北方，是原臺中市面積第二大的行政區，也是臺中市轄區中最早開發的地區之一。著名的七期重劃區，逢甲國際觀光商圈，台中國家歌劇院即位於該區內，臺灣大道市政大樓與臺中議政大樓組成的市政特區亦在此區，為政商混合的新市政中心。人口約22.8萬人，新光三越臺中中港店、臺中大遠百、老虎城購物中心即位於該區內。境內有逢甲大學，東海大學以及東海夜市也涉及此區。

### 南屯區（408）
南屯區，舊稱「犁頭店」，後稱「南屯」，因其位於「大墩之南」而得名:304，位於臺中市中央偏西南方，原屬農業區，為現臺中市轄區中最早開發的地區之一，1990年代後期新興發展的中心商業區－七期重劃區亦包含此區一部分，好市多臺中店、IKEA臺中店與台中秀泰廣場文心店即位於該區內。而中央機關的行政院中部聯合服務中心設於此區黎明新村內（前身為臺灣省政府黎明辦公區），以及法務部矯正署所轄臺灣臺中監獄、臺灣臺中女子監獄、臺灣臺中看守所及臺灣臺中戒治所均設於此區之大肚台地上。

### 太平區（411）
太平區，舊稱「鳥榕頭」:174，日治時期曾改稱「大平」:253，位於臺中市東南部，是臺中市面積第二大區（僅次於和平區），而人口數則為臺中市第四大區，約有19萬多人。二戰後初期為「太平鄉」，1996年因人口突破15萬人而改制為「太平市」，2010年配合臺中縣市合併再改制為「太平區」。境內地形呈東高西低，西部屬於臺中盆地的一部份，東部則為丘陵地區:57。早期屬農業鄉鎮，有稻米、樟腦、蔗糖、菸草等農作物:551，1970年代以後隨著境內各項都市計畫的推動及工業區的設立，工商業發展迅速:617、634，而東部丘陵地區則仍以農業為主，使得太平區整體產業轉為農工商並重的型態:543，2010年代後更因台74線快速公路的完工與新光重劃區的完成，人口持續大幅增加。農業特產有枇杷、龍眼、荔枝、竹筍、香蕉等，並自2003年起於每年3月至4月舉辦太平枇杷節，境內有大里工業區（橫跨太平、大里兩區）、太平工業區及由市府規劃中的太平產業園區等工業園區，以及國立勤益科技大學、臺中市屯區藝文中心等文教機構。

### 大里區（412）
大里區，舊稱「大里杙」:32，位於臺中市東南部，北邊與臺中市區僅一溪之隔，區內人口約有21萬多人，是臺中市人口第三大行政區，縣市合併前為原臺中縣人口最多、人口密度最高的行政區:762。清領時期曾因河道運輸交通便捷，屬於臺灣六大街庄，日治時期則因河流泥沙淤積及東大墩（今中區）的興起，退為農村聚落，並有米、糖、菸草等重要輸出品，二戰後則因鄰近臺中市區，公路運輸交通方便等因素，都市化快速，使其成為臺中彰化都會區的重要衛星城市:38。在農業上，大里區有龍眼、荔枝、水蕹菜、芋仔冰等特產:28－29，工業方面有大里工業區、仁化工業區及臺中軟體園區等大型的工業園區:6、9，大里杙福興宮、內新新興宮、仁化振坤宮等三座媽祖廟為其信仰中心:1069。

### 霧峰區（413）
霧峰區，舊稱「阿罩霧」:394，前身「霧峰鄉」，位於臺中市最南端，地處臺中盆地與霧峰丘陵之間的過渡帶，南側與北邊有烏溪及草湖溪等溪流，與彰化縣、南投縣等縣份相鄰:242。因有多條公路交會，屬於中彰投地區之間的交通要道:243。二戰後初期配合臺灣省政府遷至南投市中興新村，該區成為省府部分辦公廳的駐地，其中臺灣省議會（今臺灣省諮議會）即位於其境內:133，在1990年代末期曾經精省與921大地震等因素重創該區經濟發展:1301，2000年代以後隨著亞洲大學及亞洲現代美術館的成立、光復國中舊址轉型為九二一地震教育園區、光復新村的轉型、霧峰林宅的修復，逐漸帶動當地旅遊與商業活動:1299。境內西部平原地區為工商業較發達的區域，且以中正路為其鄉街發展的核心:390－391，東部山區則以農業為主，並主要生產龍眼、鳳梨、甜桃等水果:392。

### 烏日區（414）
烏日區，舊稱「湖日」:23，前身「烏日鄉」，位於臺中市西南部，臺中盆地西南側出口，北倚大肚山，南鄰八卦山，介於臺中市區及彰化市之間:7。境內有大里溪、筏子溪、貓羅溪及大肚溪流經，在清領時期曾是重要津渡:130，日治時期配合日本政府修築鐵路，取代原本的水運，設有烏日、成功、王田等鐵路車站:135、137，二戰後則有國道一號、國道三號、台74線、臺灣高鐵及臺中捷運等交通設施:133，境內並設置數個公路交流道、鐵路車站，交通相當便捷，是高鐵台中站所在地:152。境內的烏日啤酒廠為臺灣重要的酒廠之一，並盛產聞名國際的臺灣啤酒:195，西北部的成功嶺則為臺灣重要的軍事基地:197。

### 豐原區（420）
豐原區，舊稱「葫蘆墩」:71，日治時期改稱「豐原」:71，位於臺中市北部，為原臺中縣縣治所在地:73。清光緒年間巡撫劉銘傳來臺時，由於當地富庶風景佳麗，故有「富春鄉」、「小蘇州」之稱呼:71。由於日治時期日本人在臺大量開發林業，使其成為臺灣三大木材集散地之一，二戰後因當地為臺中縣縣治，且境內交通運輸便利，工商業相當發達，是臺中市山線地區的發展中心:399、407:74。縣市合併後，臺中市政府部分局處單位也設在區內的陽明大樓辦公，境內擁有臺中市葫蘆墩文化中心等多座文教機構設施:251－252，以及中央政府機構國家教育研究院（臺中院區）。糕餅業為豐原區的特色產業:75，主祀天上聖母的豐原慈濟宮為其信仰中心:446，鄰近的廟東夜市是當地著名的小吃景點。

### 后里區（421）
后里區，二戰後原稱「內埔鄉」，源自街區名「內埔」，因與屏東縣內埔鄉同名，1955年改名為「后里鄉」:115，位於臺中市最北端，介於大甲溪與大安溪之間，東西兩側並由埤頭山與月眉山環繞:45，境內地勢平坦，為后里台地的主要部分:47。曾於1935年受到墩仔腳大地震的影響，造成后里區極大的災害:451。早期境內大部分的土地原為台糖所有，並主要種植甘蔗，其中著名的月眉糖廠即位於該區:312，直至1990年代末期停止種植甘蔗後，后里農場及七星農場的糖廠農地作為中部科學園區三期計畫的用地，使其工業逐漸轉為科技產業發展:277:395。后里區農作物以花卉、高接梨、釀酒葡萄、馬鈴薯、芋、稻米為主，由於盛產多種花卉，故有臺中市「花卉之鄉」的美稱，此外后里區亦以製造薩克斯風聞名。市政府曾分別在2018年、2020年於后里區舉辦臺中世界花卉博覽會、臺灣燈會，該區並為此兩活動之主要場地，麗寶樂園為后里區的著名景點。

### 石岡區（422）
石岡區，舊稱「石崗仔」:61、「石缸仔」:110，前身「石岡鄉」，位於臺中市東北部，介於大甲溪與新社河階群間的大甲溪中游通谷地帶:17。清領時期曾為東勢、新社、八仙山等地的貨物集散地，日治時期仍保有其轉運站的地位，二戰後配合大雪山砍伐木材的運送，台鐵因此由豐原增設一條經過石岡的鐵路支線通往東勢，而公路則以台3線為主要交通孔道，使其成為豐原與東勢之間的要道，是通往中部橫貫公路的必經之地，而在林木事業沒落以後，鐵道改設為東豐自行車綠廊:5－6。石岡區為一典型的農業鄉鎮:316，在農業上主要生產柑橘、寄接梨、葡萄、桃子、柿子等水果，並以柑橘產量為大宗。境內的石岡水壩為臺中市重要的水廠，情人木橋、土牛客家文化館、東豐自行車綠廊為主要的觀光景點。

### 東勢區（423）
東勢區，舊稱「東勢角」，前身「東勢鎮」，位於臺中市中部偏東。氣候為亞熱帶季風氣候，年均溫約攝氏22度，鄰近山區故雨量較多。居民多為客家人，所說客語以大埔腔為主。重要特產有高接梨、桶柑、巨峰葡萄、甜柿等。

### 和平區（424）
和平區，前身「和平鄉」，位於臺中市東部，雪山山脈南側，境內有大甲溪貫穿，是臺中市面積最大、人口最少、人口密度最低的行政區:7－8，也是全臺灣面積最大的市轄區，臺中市唯一的原住民區。西半部氣候屬溫帶、東部為副寒帶，氣溫呈現西高東低的情況。特產有椪柑、高接梨、甜柿；和平區東部則盛產蘋果、梨、水蜜桃、高山茶葉、高冷疏菜、蜂蜜等，為臺灣高冷疏菜的主要提供地。其中武陵地區是臺灣櫻花鉤吻鮭的故鄉。

### 新社區（426）
新社區，舊稱「新番社」、「新社仔」，因早期原居於朴仔籬社（今豐原區朴子里）的巴宰族原住民東遷至該地而得名，前身「新社鄉」，位於臺中市中部偏東，臺中盆地之外圍台地平頂，境內有新社河階群。氣候屬亞熱帶氣候，由於群山環繞，多地形雨。特產有椪柑、葡萄、楊桃、高接梨、枇杷、香菇、盆景種植等。農委會種苗改良繁殖場位於此區，其近年於第二苗圃舉辦新社花海吸引不少遊客。另中興嶺亦位於此。

### 潭子區（427）
潭子區，舊稱「潭仔墘」，前身「潭子鄉」，位於臺中市中部，臺中盆地北部的東緣:34，南方與北側分別緊鄰臺中市區與豐原區，全區人口約有10.9萬人，縣市合併前曾為臺中縣人口第一大鄉:25－26。因有縱貫鐵路及台3線等鐵公路穿越，交通發達且地理位置優越，使其產業型態轉為以工商業為主，農業為輔:288。縣市合併後隨著潭子行政園區的開發啟用，其區政中心及臺中市政府部分局處單位亦遷至該園區內。潭子區在農業方面有筆柿、荔枝、綠竹筍、椪柑、海芋、馬鈴薯等特產，工業方面則有前身為「臺中加工出口區」的臺中潭子科技產業園區，以及市府於該區內另外規劃開發的潭子聚興產業園區。

### 大雅區（428）
大雅區，舊稱「壩仔」:11，後稱「埧雅」，前身「大雅鄉」:25，位於臺中市西北部，地處臺中盆地北部，大肚台地東麓，地勢西高東低:12。在農業上主要生產稻米、小麥、薏仁，並以小麥聞名全臺，故有「臺灣小麥之鄉」之美譽。2000年代以後由於中部科學園區的設立:395，使其經濟發展迅速，成為臺中市的衛星市鎮之一及捷運系統重要區域的路線。

### 神岡區（429）
神岡區，舊稱「成崗庄」，後稱「神崗庄」、「新廣庄」:16－17，前身「神岡鄉」，位於臺中市西北部，介於清水區與豐原區之間，區內西側土地為臺中國際機場的一部分。原為農業鄉鎮，日治時期時曾是葫蘆墩米的主要產地:4。1970年代以後隨著各項都市計劃的推動，以及國道高速公路的設置，使其工業發展相當興盛，原臺中縣政府也在2005年於該區設置豐洲科技工業園區，交通方面有國道一號及國道四號貫穿其境，並設置二個交流道及一個系統交流道，對外交通相當便利:33－35。境內的神岡浮圳是清領時期興築的水利設施，也是神岡區唯一被列為文化資產的文化景觀，社口林宅、筱雲山莊等市定古蹟亦為神岡區的重要景點。

### 大肚區（432）
大肚區，舊稱「大肚社」，前身「大肚鄉」，位於臺中市西南角:9，地處大肚台地西南末端:113，西南方以大肚溪與彰化縣相隔:10。大肚區氣候屬亞熱帶，因有地形雨導致降雨量較多。境內的磺溪書院及追分車站為著名的觀光景點。

### 沙鹿區（433）
沙鹿區，舊稱「沙轆」，前身「沙鹿鎮」，位於臺中市西部，海岸平原的中心位置，介於臺中市區及臺中港之間，並鄰近台中工業區及中部科學園區。氣候為亞熱帶季風氣候，地形平坦少屏障，季風強、雨量少。重要特產為甘藷、豬肉副食產品。

### 龍井區（434）
龍井區，舊稱「茄投庄」，後稱「龍井」，得名自龍目井，前身「龍井鄉」，位於臺中市西南部:14－15。境內東部地區由於鄰近臺中市區、東海大學、臺中工業區及中部科學園區，商業發展相當興盛，為著名商圈東海別墅夜市的所在地:124－125；西部地區則因臺中港特定區、臺中港關連工業區、西濱快速公路的規劃與設立，交通便利且工業發達，其中全國規模最大的火力發電廠台中發電廠即位於當地:125－126。龍井林宅為主要的觀光景點，並為市定古蹟。

### 梧棲區（435）
梧棲區，舊稱「五汊港」，前身「梧棲鎮」，位於臺中市西部，為原臺中縣部分面積最小的行政區:7－8，台灣中部沿海四大城鎮之一，是臺中港的所在地。氣候為亞熱帶季風氣候，地形平坦少屏障，季風強、雨量少，沿港區交界植有大面積防風林。

### 清水區（436）
清水區，舊稱「牛罵頭」:110，前身「清水鎮」:160，位於臺中市西部，地處大甲溪下游南岸的清水隆起海岸平原，其位於大甲溪出海口並西鄰臺灣海峽，而有豐富的濕地自然景觀，境內的高美濕地為其著名的自然觀光景點，同時因臺中港及梧棲漁港的設立，使其擁有港口機能以及農漁業共同發展的特殊人文:22、23。2000年代以後則因臺中市港區藝術中心及國道三號清水服務區的設立，帶動當地觀光業的發展:196－197。在農業上主要生產稻米，農特產則有韭黃、白蘿蔔，並以韭黃聞名全臺，主祀觀世音菩薩的清水紫雲巖，為清水區具代表性的民間信仰廟宇:587。

### 大甲區（437）
大甲區，舊稱「大甲社」，前身「大甲鎮」，位於臺中市西北角。氣候為副熱帶季風氣候，年均溫約攝氏24度。鎮瀾宮、奶油酥餅、芋頭、奶油酥餅及帽蓆等等為特色，其中鎮瀾宮每年農曆三月的媽祖遶境活動最為盛名。此區為台灣第一個完全進入數位電視時代的鄉鎮市區。

### 外埔區（438）
外埔區，前身「外埔鄉」，位於臺中市西北部，介於大甲溪與大安溪之間。原為道卡斯族大甲東社社域，因其早期灌溉不便，為一荒埔平地，並與東方的內埔（今后里區）相對應，故名「外埔」。氣候屬亞熱帶，特產有巨峰葡萄、馬鈴薯、百合、稻米等。

### 大安區（439）
大安區，古稱「海翁窟港」，清領時期舊稱「螺絲港」、「大安港」，前身「大安鄉」，位於臺中市西北隅，介於大甲溪與大安溪之間。氣候屬亞熱帶，氣溫偏高，夏季濕熱，冬季乾冷多風。重要農特產有稻米、芋頭、青蔥、豬肉、酒等安農五寶，境內的大安濱海樂園為其著名的觀光景點，另有龜殼生態公園、大安水蓑衣生態教育園區等生態景點。

## 列表
臺中市共轄29區，以下資料時間為2024年底，臺中市人口分布與結構可參見臺中市人口，最新人口統計可參見臺中市政府民政局網站統計。
| 區名   | 區域 代碼 | 面積 （km²） | 下轄 里數 | 下轄 鄰數 | 人口數    | 人口 消長 | 人口密度 （人/km²） | 地圖 |
| ------ | --------- | ------------ | --------- | --------- | --------- | --------- | ------------------- | ---- |
| 中區   | 66000010  | 0.8803       | 8         | 195       | 17,904    | +120      | 20,339              |      |
| 東區   | 66000020  | 9.2855       | 17        | 404       | 77,688    | +836      | 8,367               |      |
| 南區   | 66000030  | 6.8101       | 22        | 608       | 127,188   | +281      | 18,676              |      |
| 西區   | 66000040  | 5.7042       | 25        | 608       | 113,890   | +342      | 19,966              |      |
| 北區   | 66000050  | 6.9376       | 36        | 842       | 143,568   | -529      | 20,694              |      |
| 西屯區 | 66000060  | 39.8467      | 39        | 1,006     | 236,821   | +1,380    | 5,943               |      |
| 南屯區 | 66000070  | 31.2578      | 25        | 597       | 185,192   | +2,960    | 5,925               |      |
| 北屯區 | 66000080  | 62.7034      | 42        | 934       | 310,965   | +6,786    | 4,959               |      |
| 豐原區 | 66000090  | 41.1845      | 36        | 737       | 163,163   | -785      | 3,962               |      |
| 東勢區 | 66000100  | 117.4065     | 25        | 343       | 47,088    | -380      | 401                 |      |
| 大甲區 | 66000110  | 58.5192      | 29        | 376       | 74,206    | -478      | 1,268               |      |
| 清水區 | 66000120  | 64.1709      | 32        | 496       | 90,501    | +577      | 1,410               |      |
| 沙鹿區 | 66000130  | 40.4604      | 21        | 412       | 100,152   | +1,347    | 2,475               |      |
| 梧棲區 | 66000140  | 16.6049      | 14        | 342       | 62,701    | +1,682    | 3,776               |      |
| 后里區 | 66000150  | 58.9439      | 18        | 263       | 53,309    | -344      | 904                 |      |
| 神岡區 | 66000160  | 35.0445      | 16        | 280       | 64,007    | -355      | 1,826               |      |
| 潭子區 | 66000170  | 25.8497      | 16        | 321       | 109,415   | +436      | 4,233               |      |
| 大雅區 | 66000180  | 32.4109      | 15        | 359       | 95,229    | -479      | 2,938               |      |
| 新社區 | 66000190  | 68.8874      | 13        | 174       | 22,849    | -240      | 332                 |      |
| 石岡區 | 66000200  | 18.2105      | 10        | 109       | 13,877    | -216      | 762                 |      |
| 外埔區 | 66000210  | 42.4099      | 11        | 187       | 30,902    | -261      | 729                 |      |
| 大安區 | 66000220  | 27.4045      | 12        | 110       | 17,793    | -280      | 649                 |      |
| 烏日區 | 66000230  | 43.4032      | 16        | 281       | 81,284    | +1,090    | 1,873               |      |
| 大肚區 | 66000240  | 37.0024      | 17        | 298       | 55,708    | -247      | 1,506               |      |
| 龍井區 | 66000250  | 38.0377      | 16        | 290       | 79,030    | +617      | 2,078               |      |
| 霧峰區 | 66000260  | 98.0779      | 20        | 354       | 63,342    | -480      | 646                 |      |
| 太平區 | 66000270  | 120.7473     | 39        | 714       | 200,007   | +1,795    | 1,656               |      |
| 大里區 | 66000280  | 28.8758      | 27        | 767       | 212,166   | -345      | 7,348               |      |
| 和平區 | 66000290  | 1,037.8192   | 8         | 117       | 10,656    | -138      | 10                  |      |
| 臺中市 | 66000     | 2,214.8968   | 625       | 12,524    | 2,860,601 | +14,692   | 1,292               |      |

- 人口消長計算方式為2024年底人口減去2023年底人口，負值以紅字表示，正值以藍字表示，沒有增長以綠字表示
- 各區人口密度以4捨5入至小數點前1位計之

## 地圖
| 臺中市行政區劃 |
|                |

## 圖集

臺中市各行政區圖集
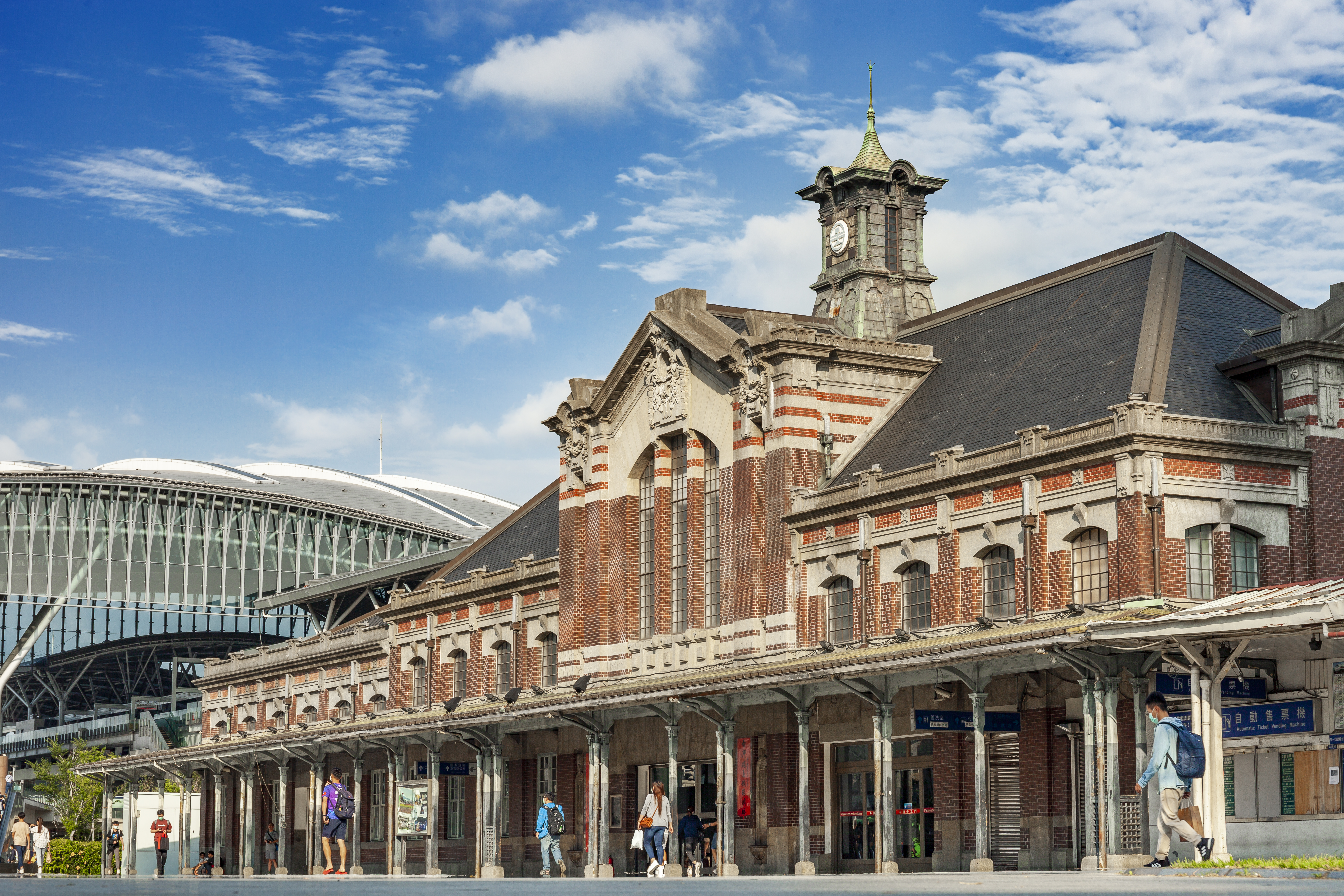
中區舊臺中車站
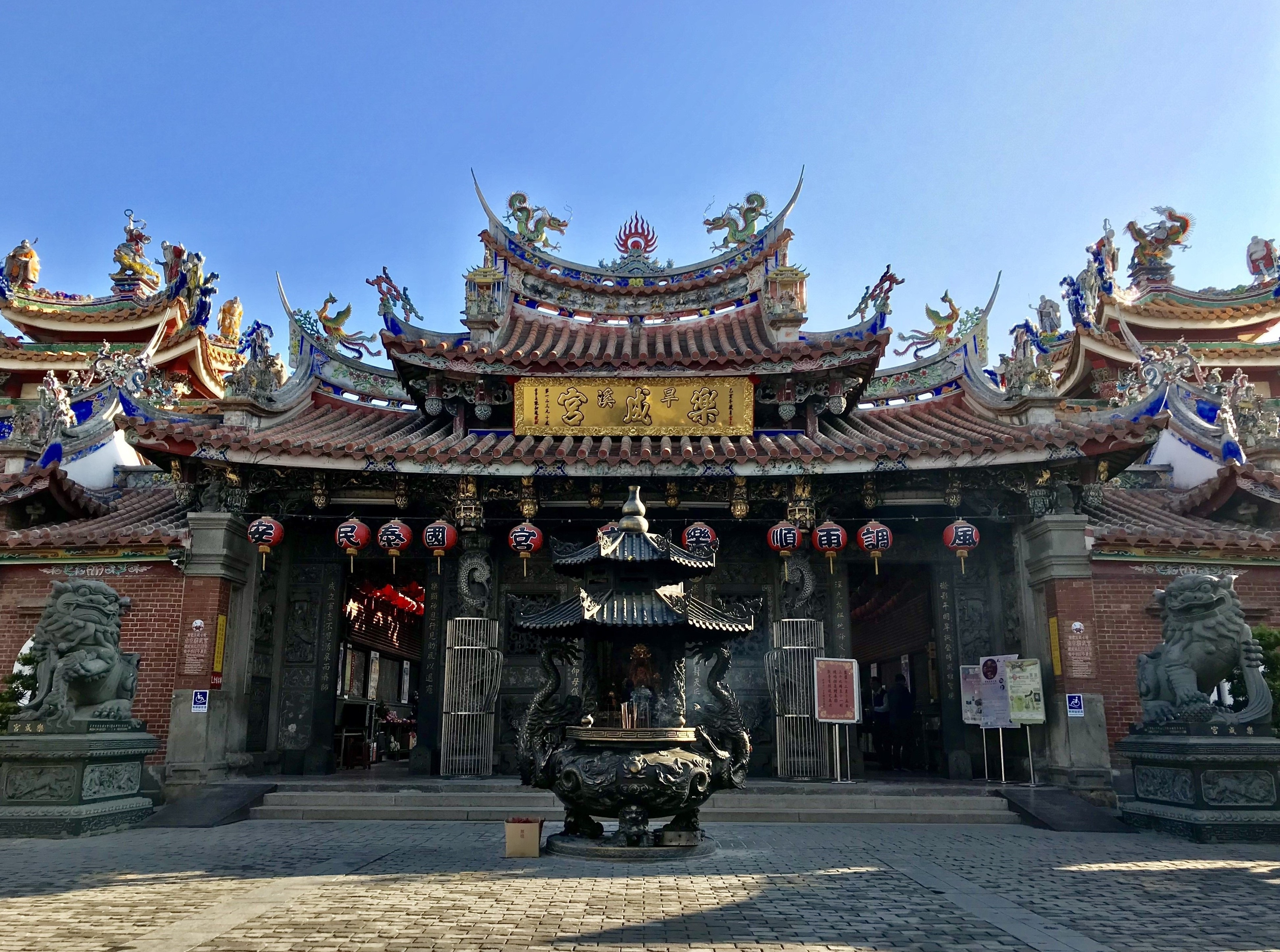
東區臺中樂成宮
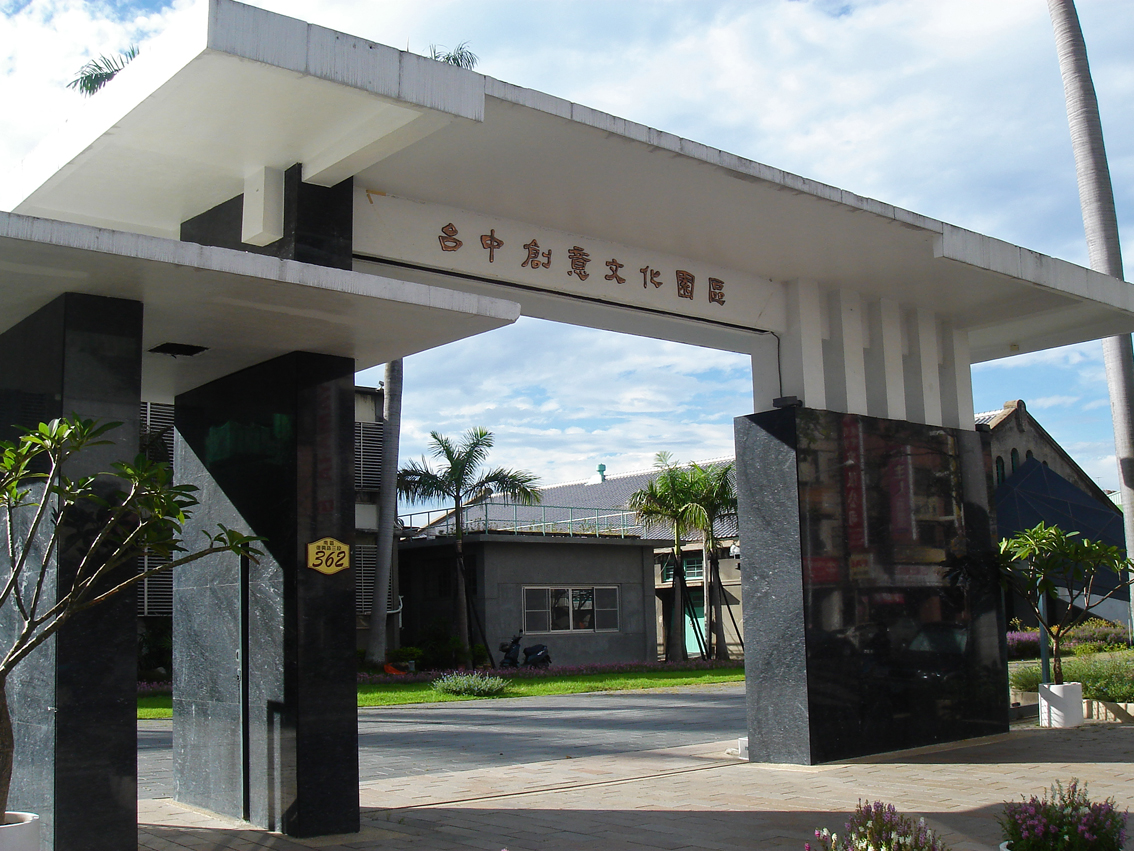
南區文化部文化資產園區
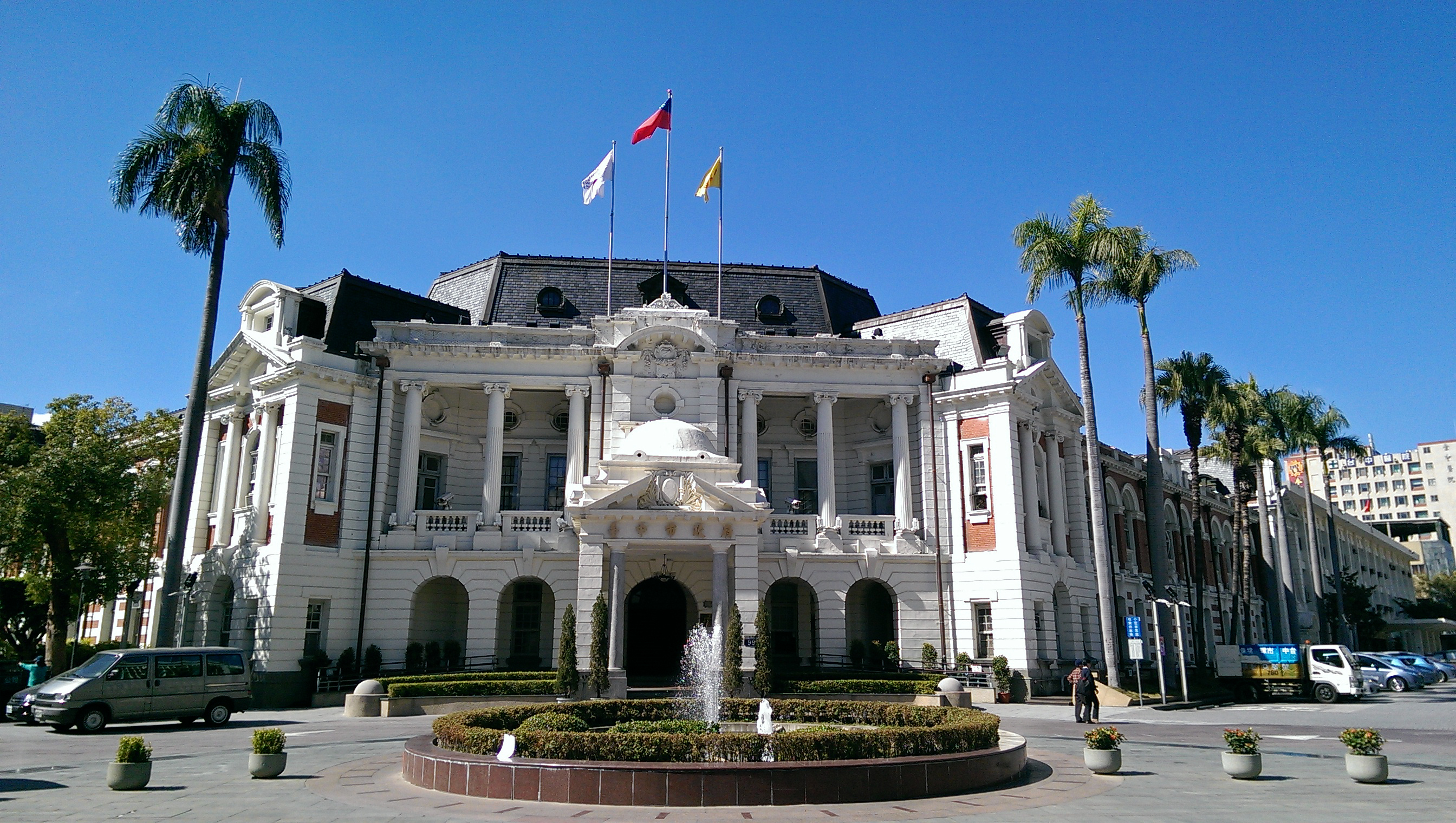
西區臺中州廳
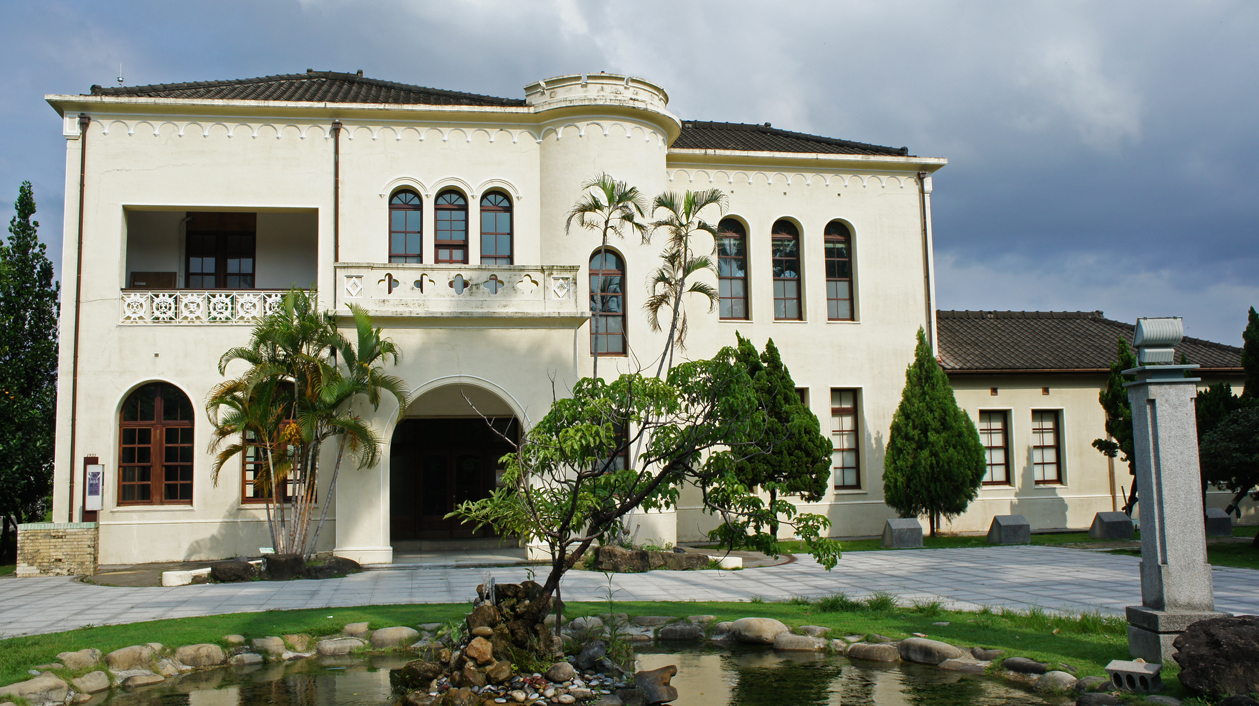
北區臺中放送局
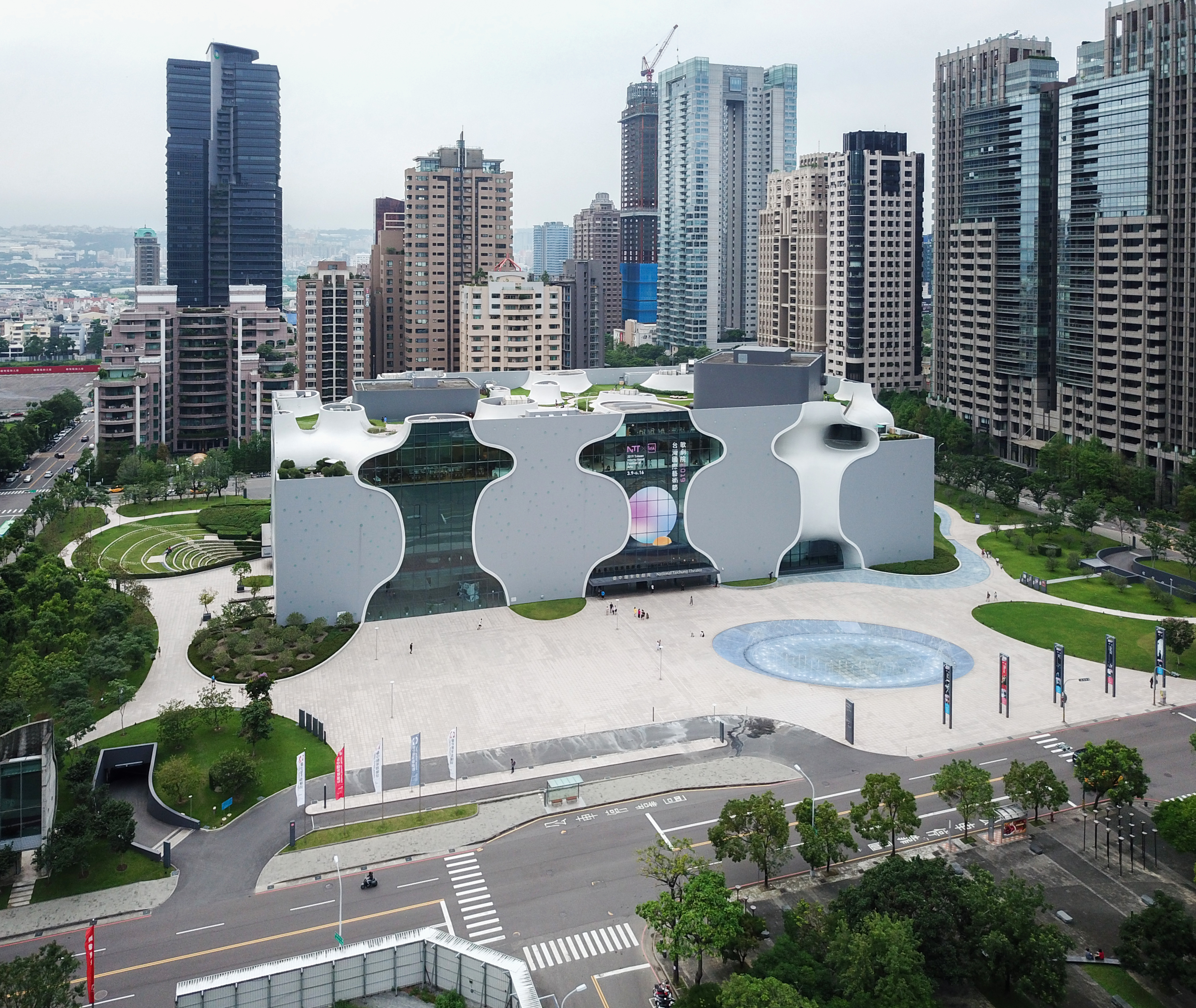
西屯區臺中國家歌劇院
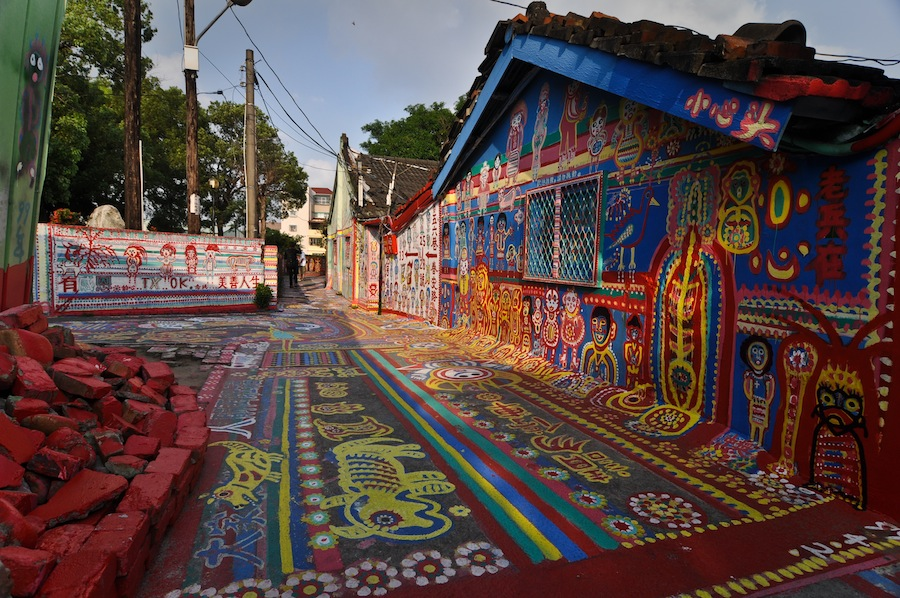
南屯區彩虹眷村
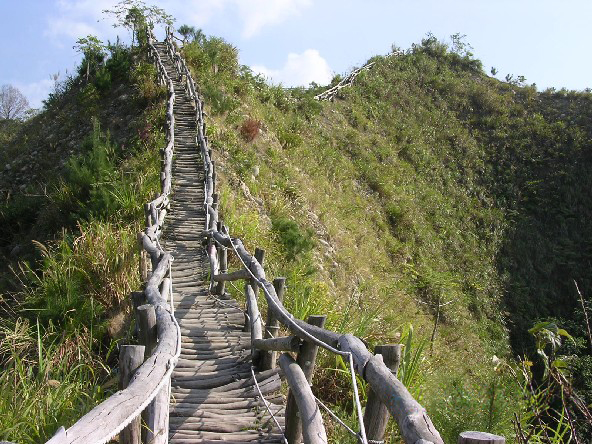
北屯區大坑風景區
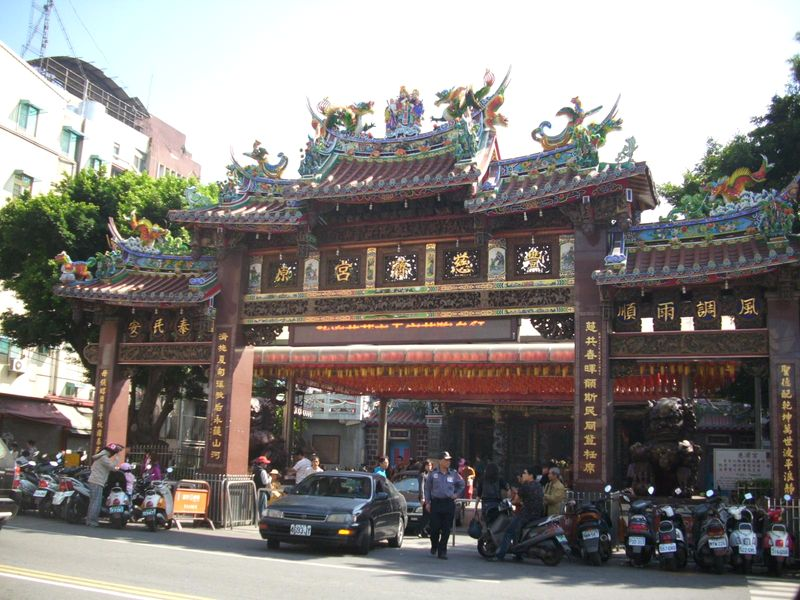
豐原區豐原慈濟宮
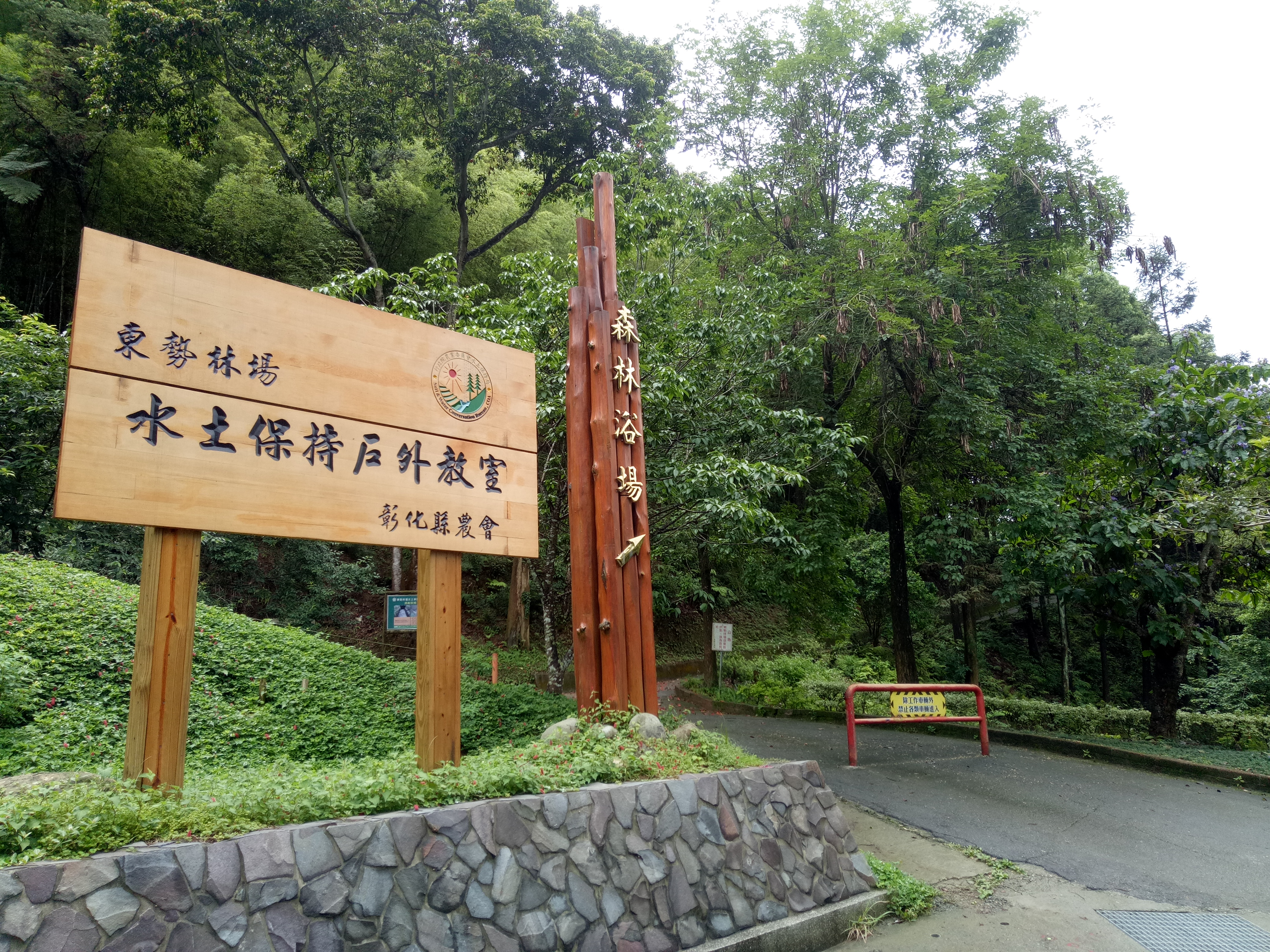
東勢區東勢林場
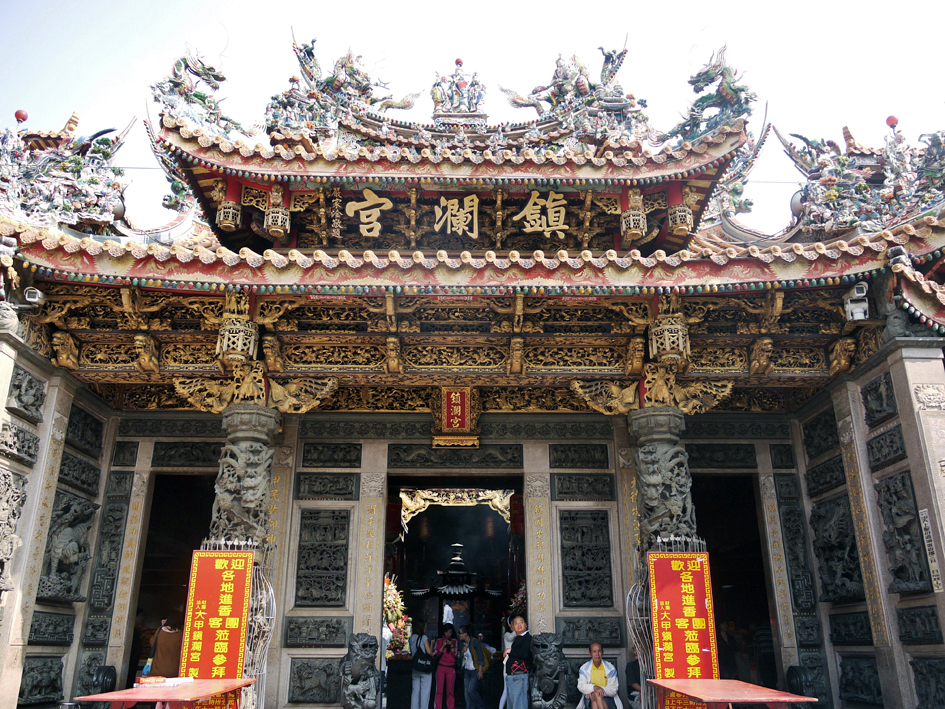
大甲區大甲鎮瀾宮
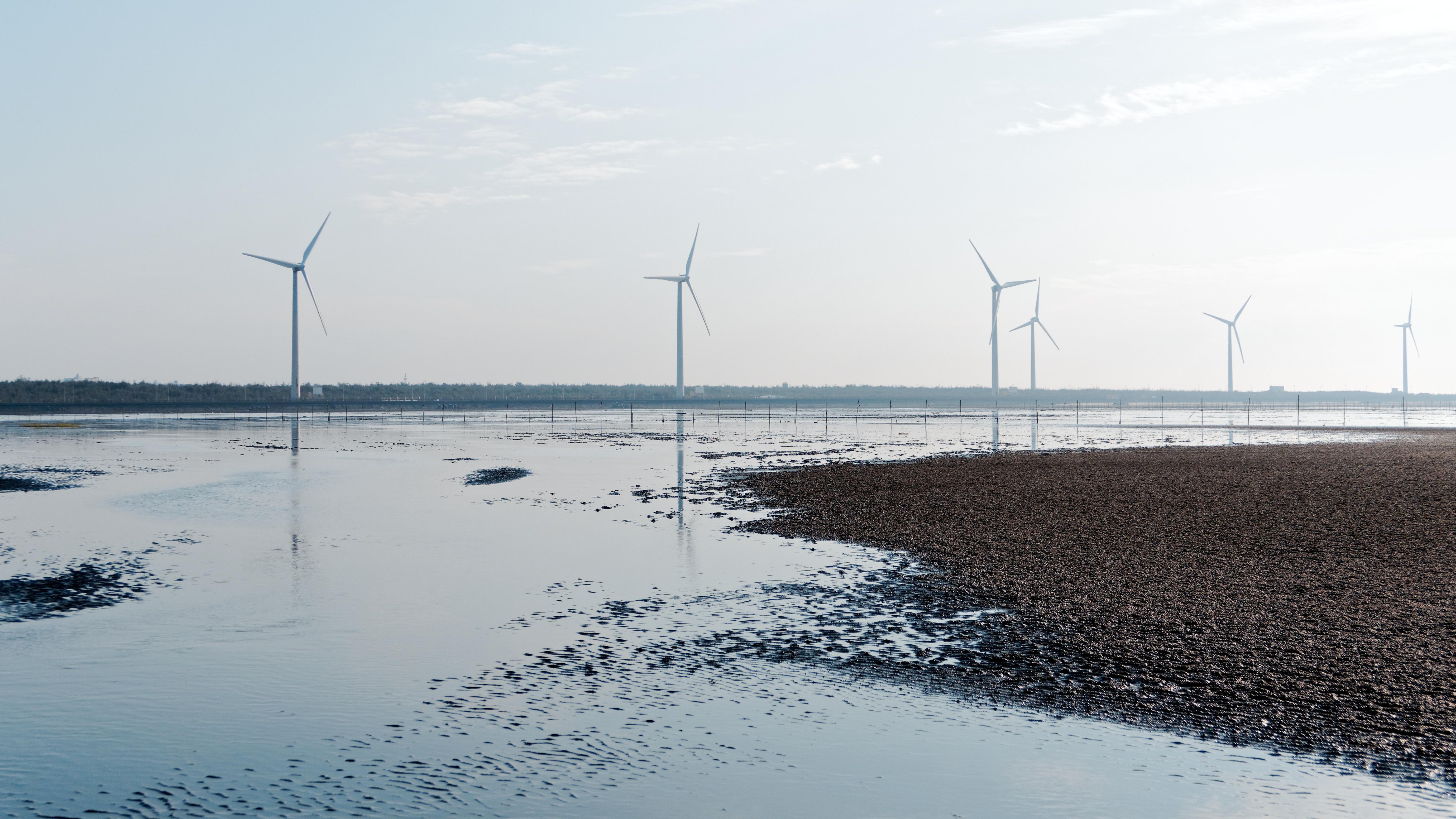
清水區高美濕地
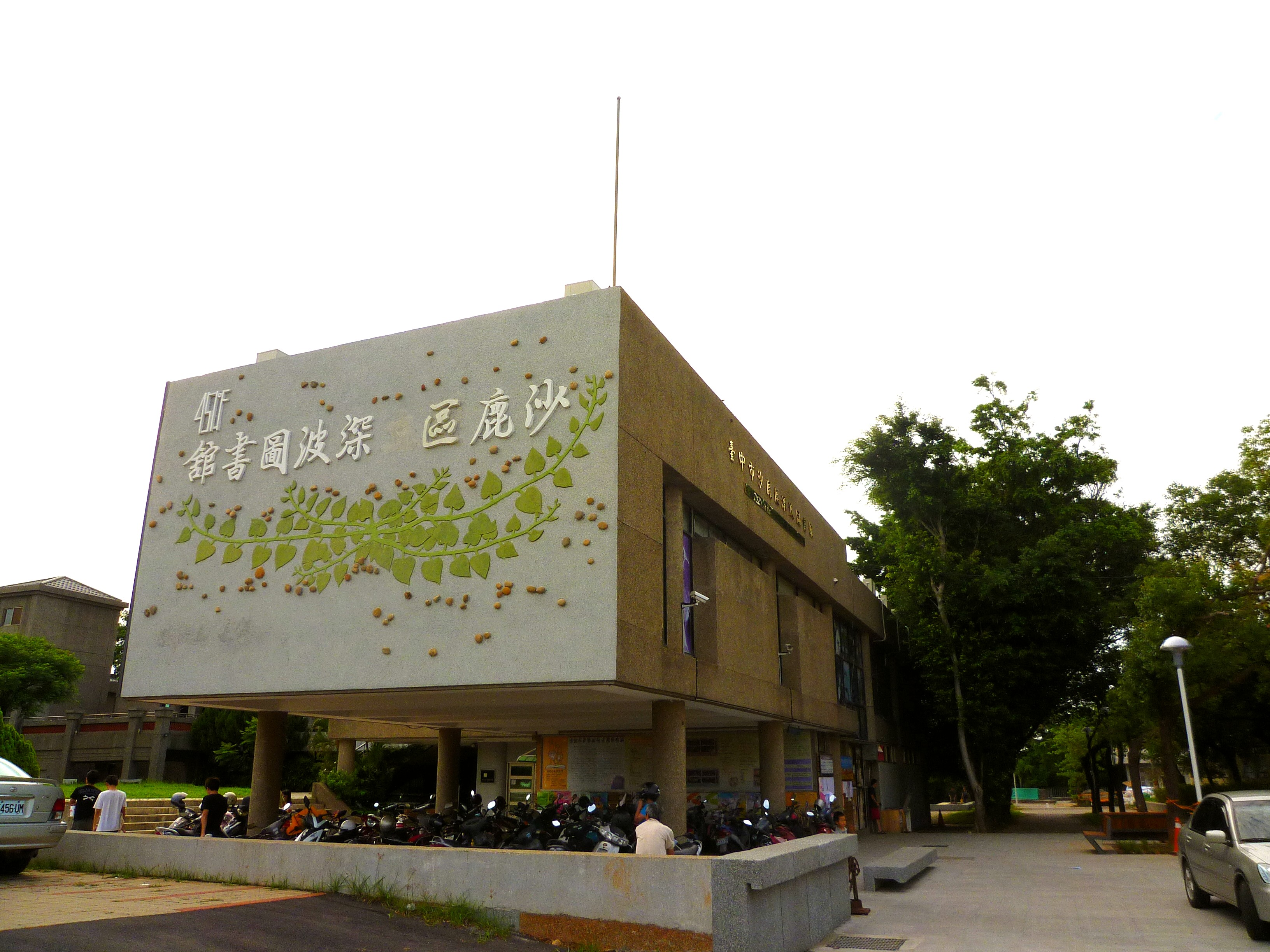
沙鹿區臺中市立圖書館沙鹿深波分館
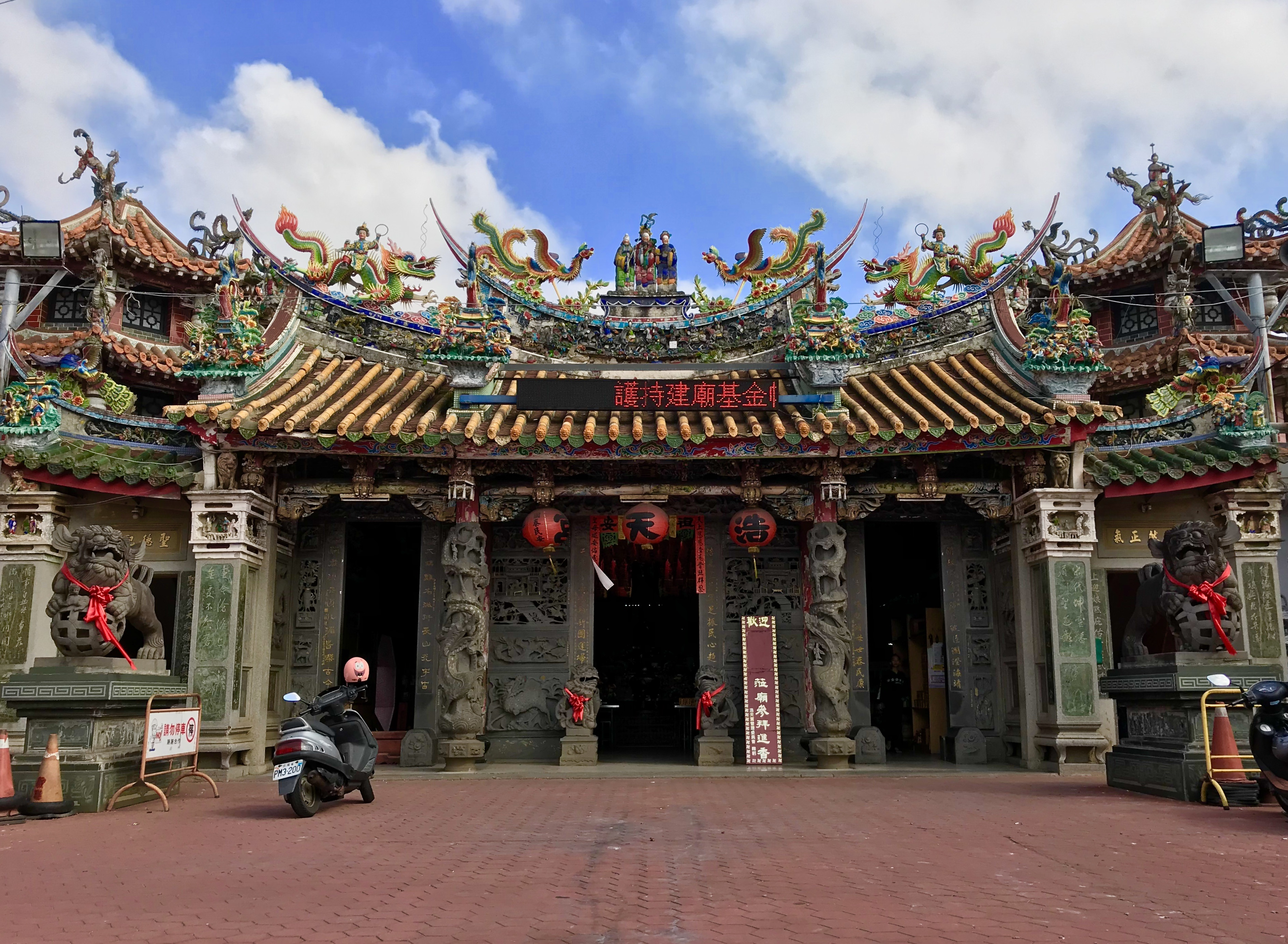
梧棲區大庄浩天宮
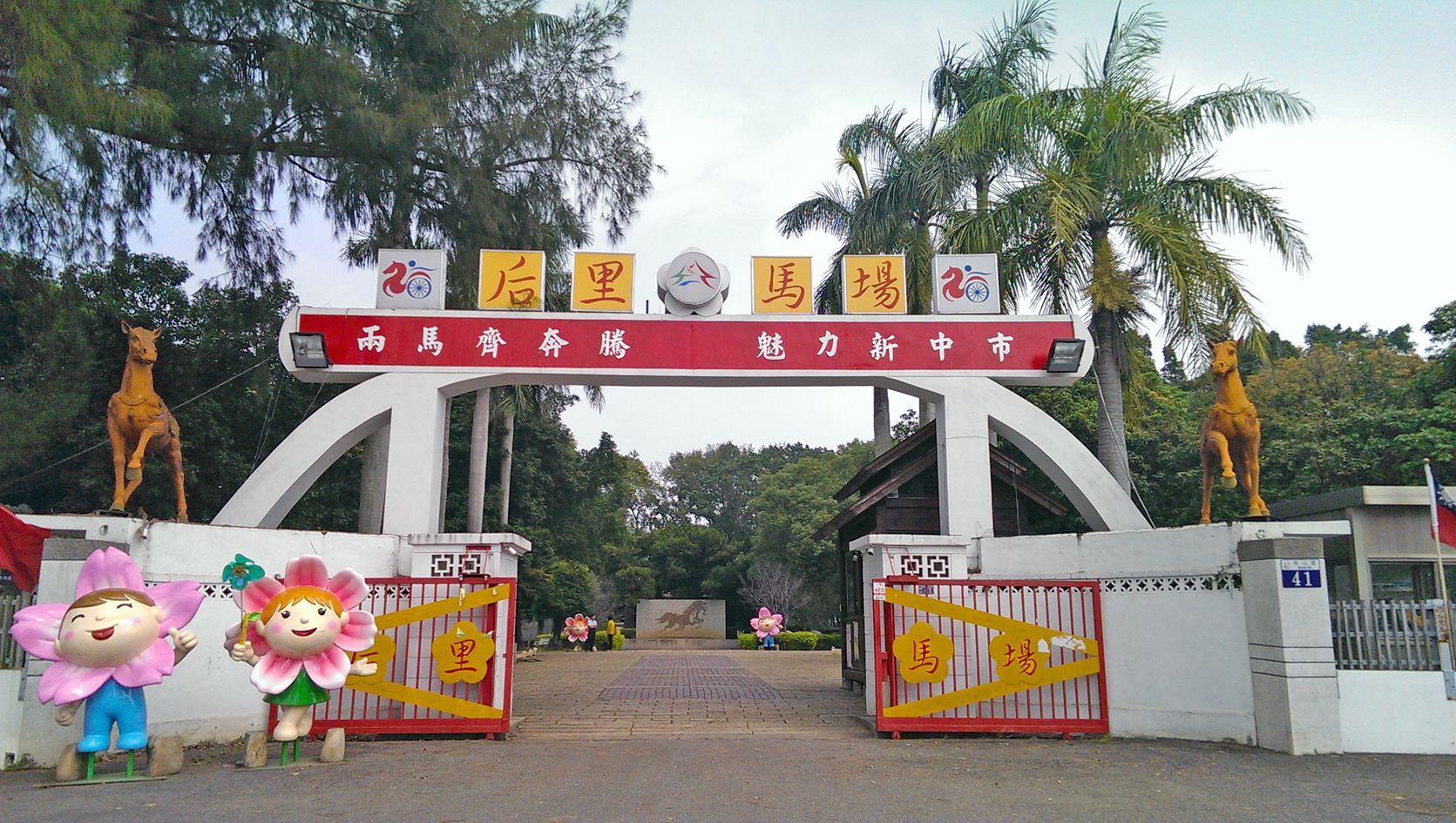
后里區后里馬場
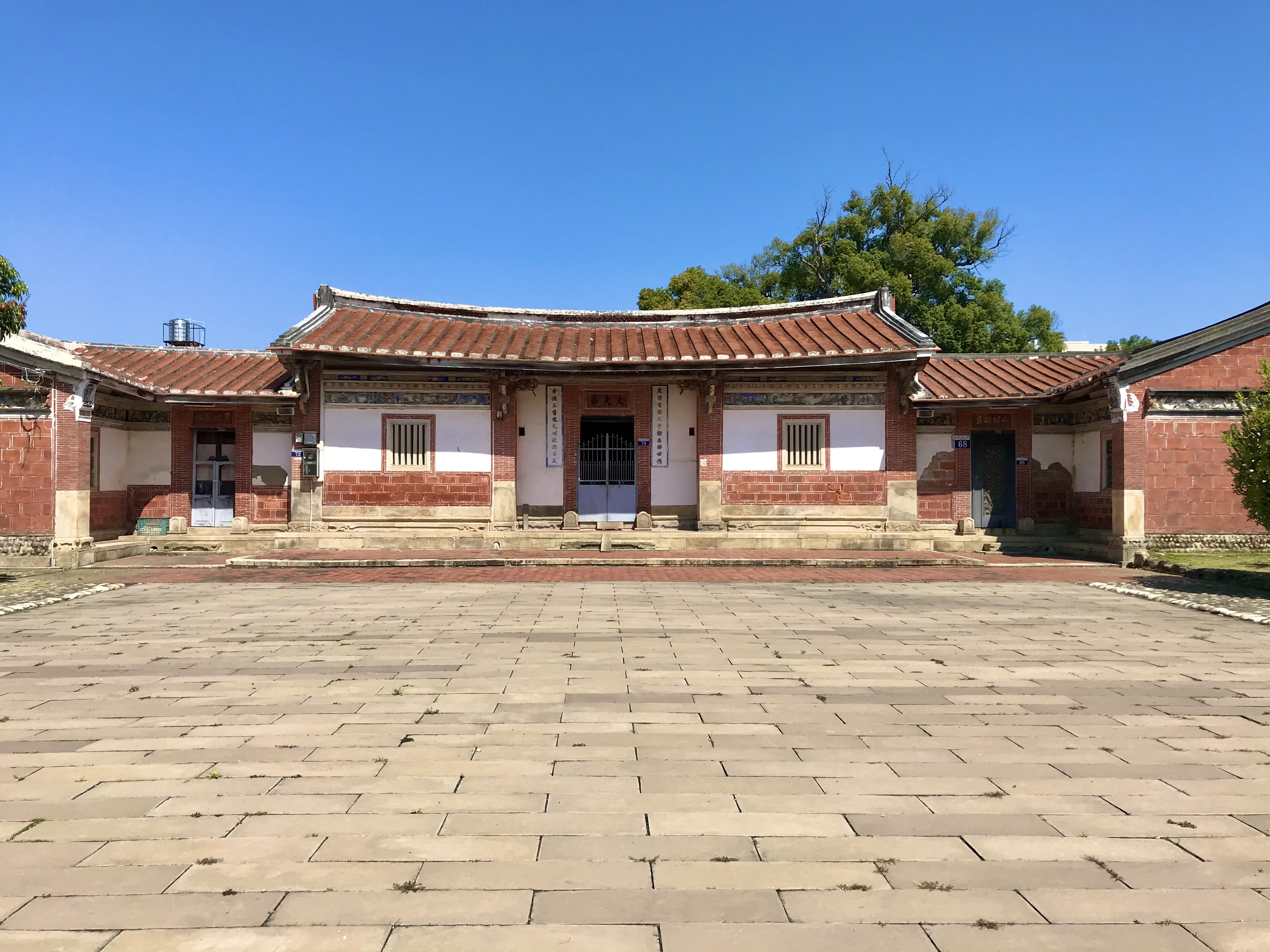
神岡區社口林宅
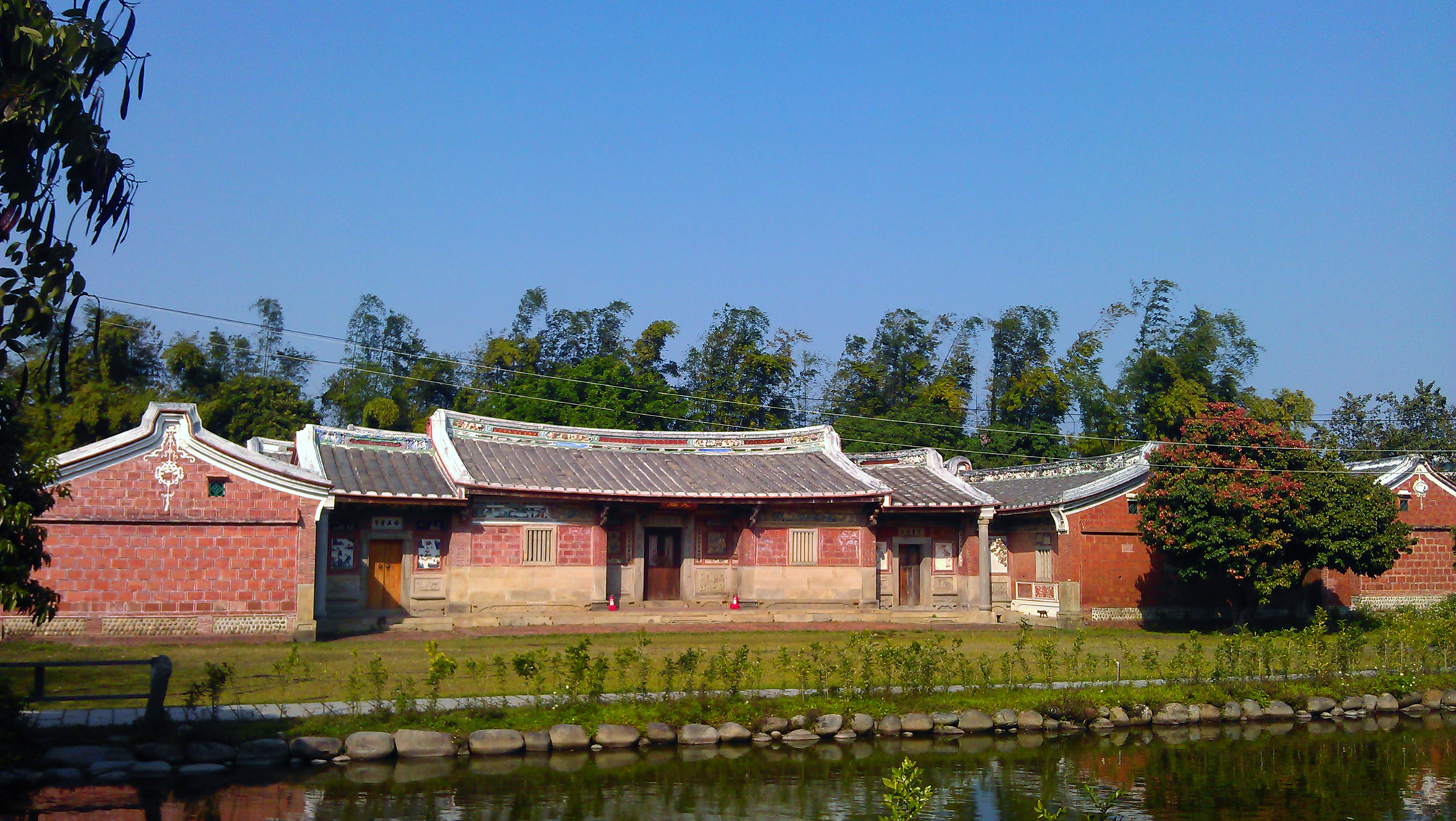
潭子區摘星山莊
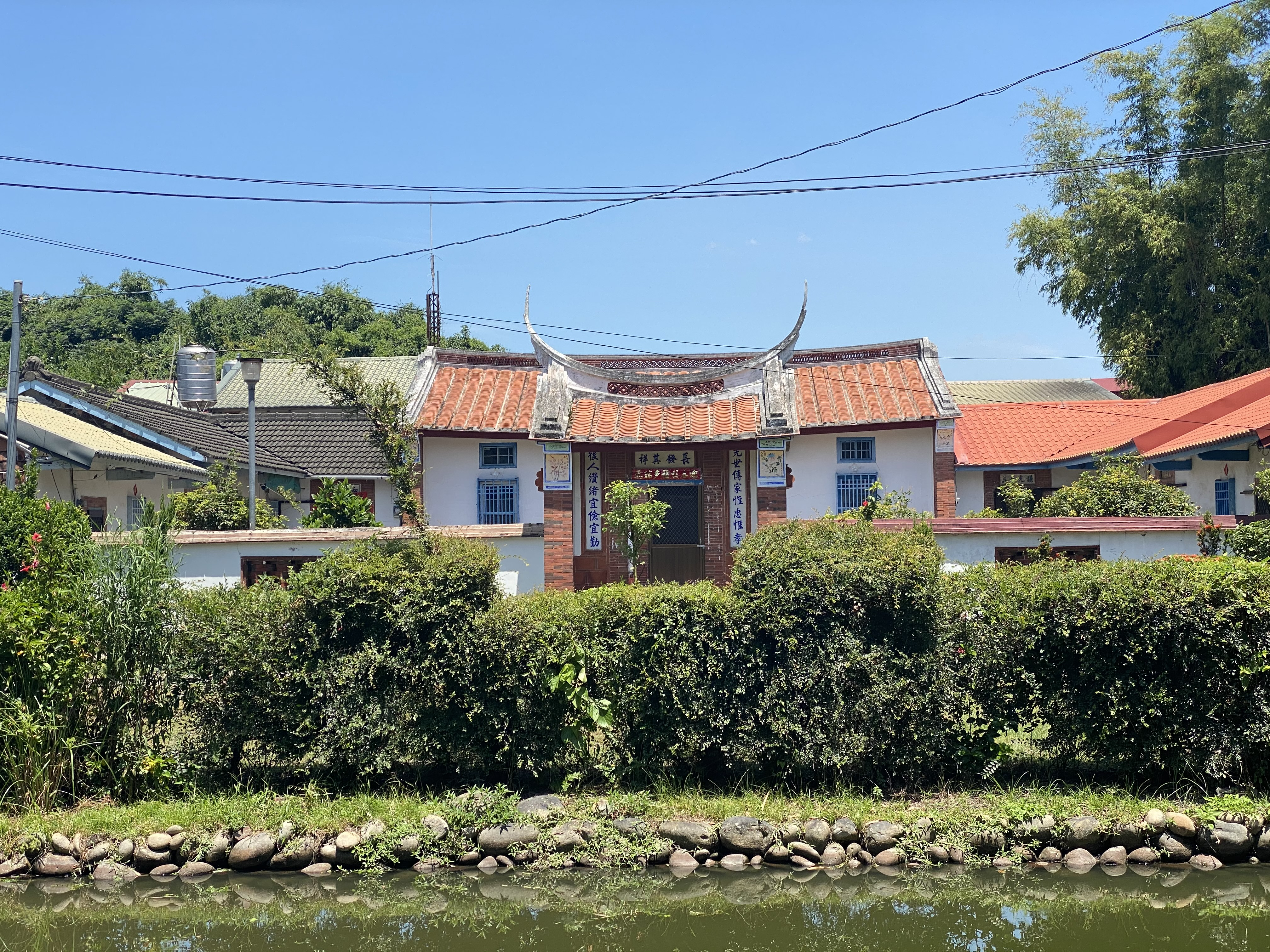
大雅區謙興堂
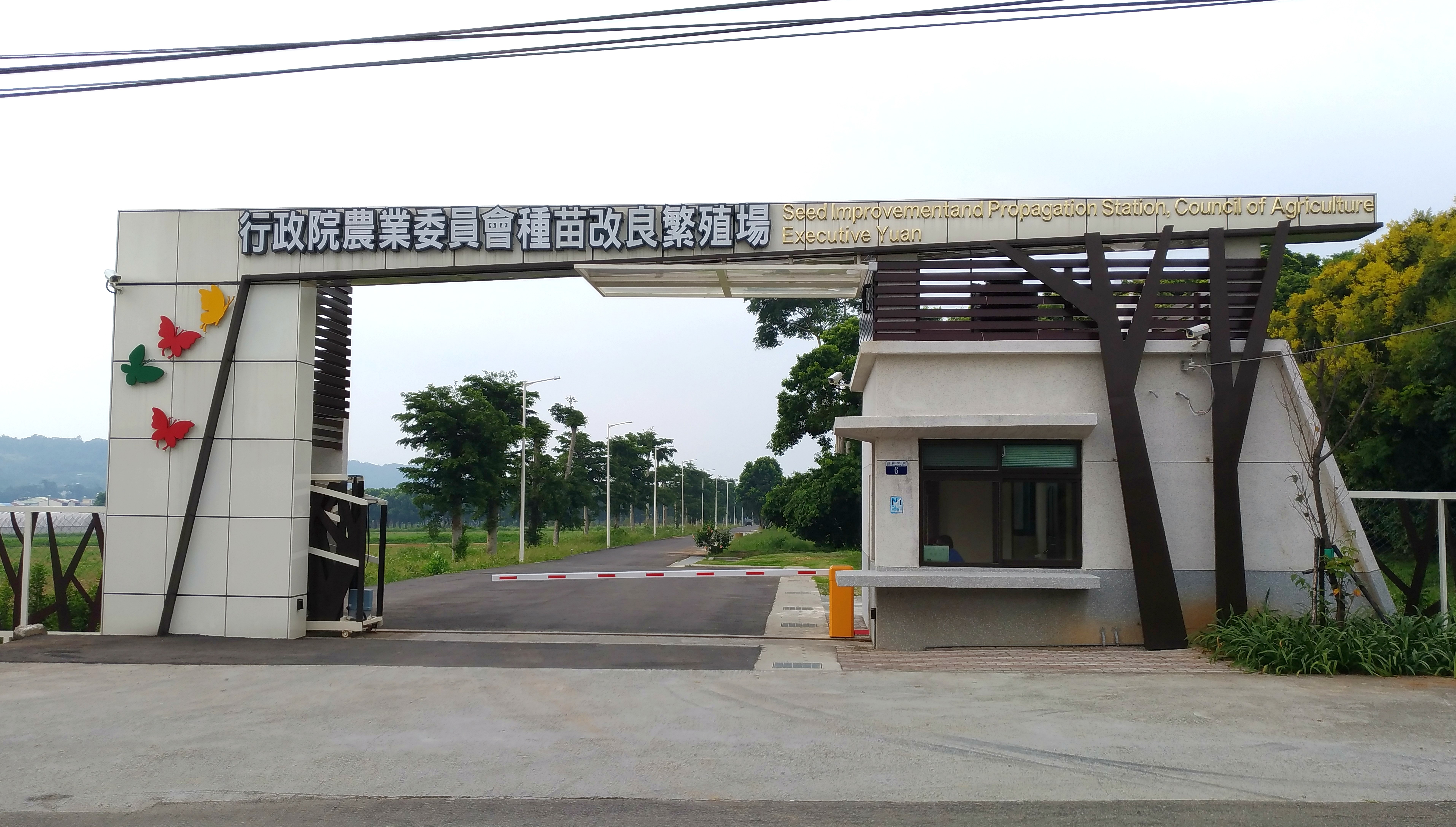
新社區種改場
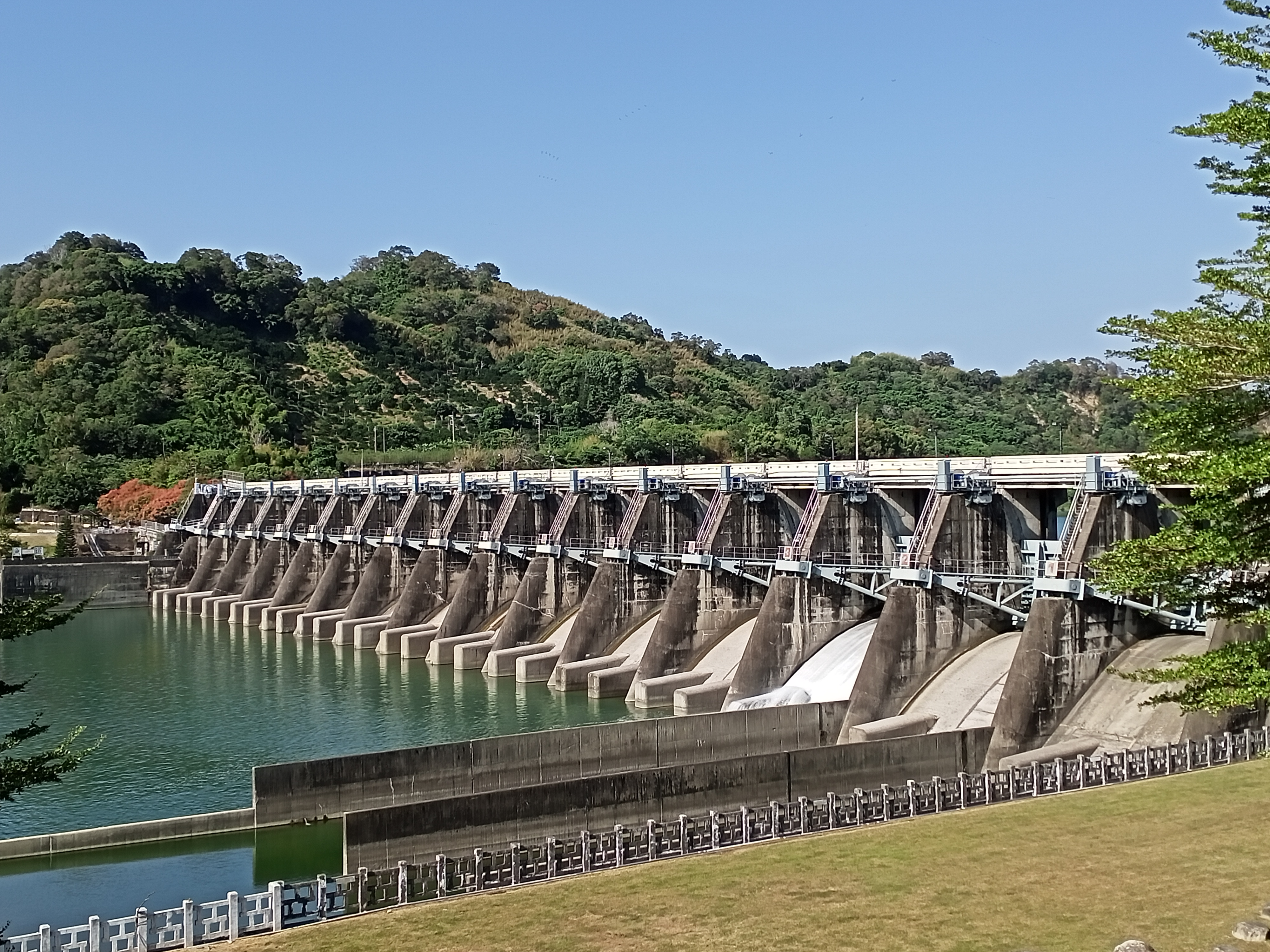
石岡區石岡水壩
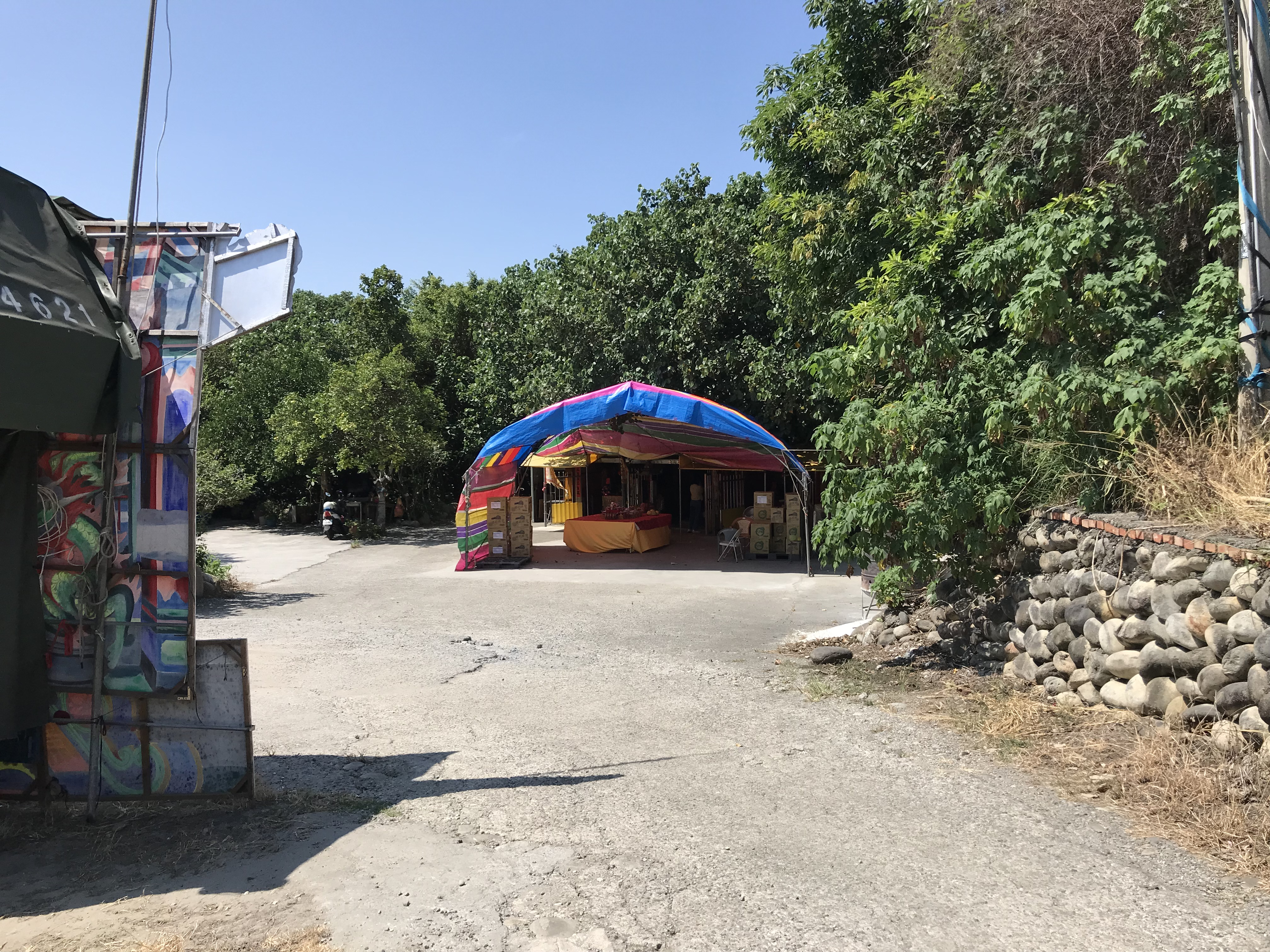
外埔區大甲溪河神廟
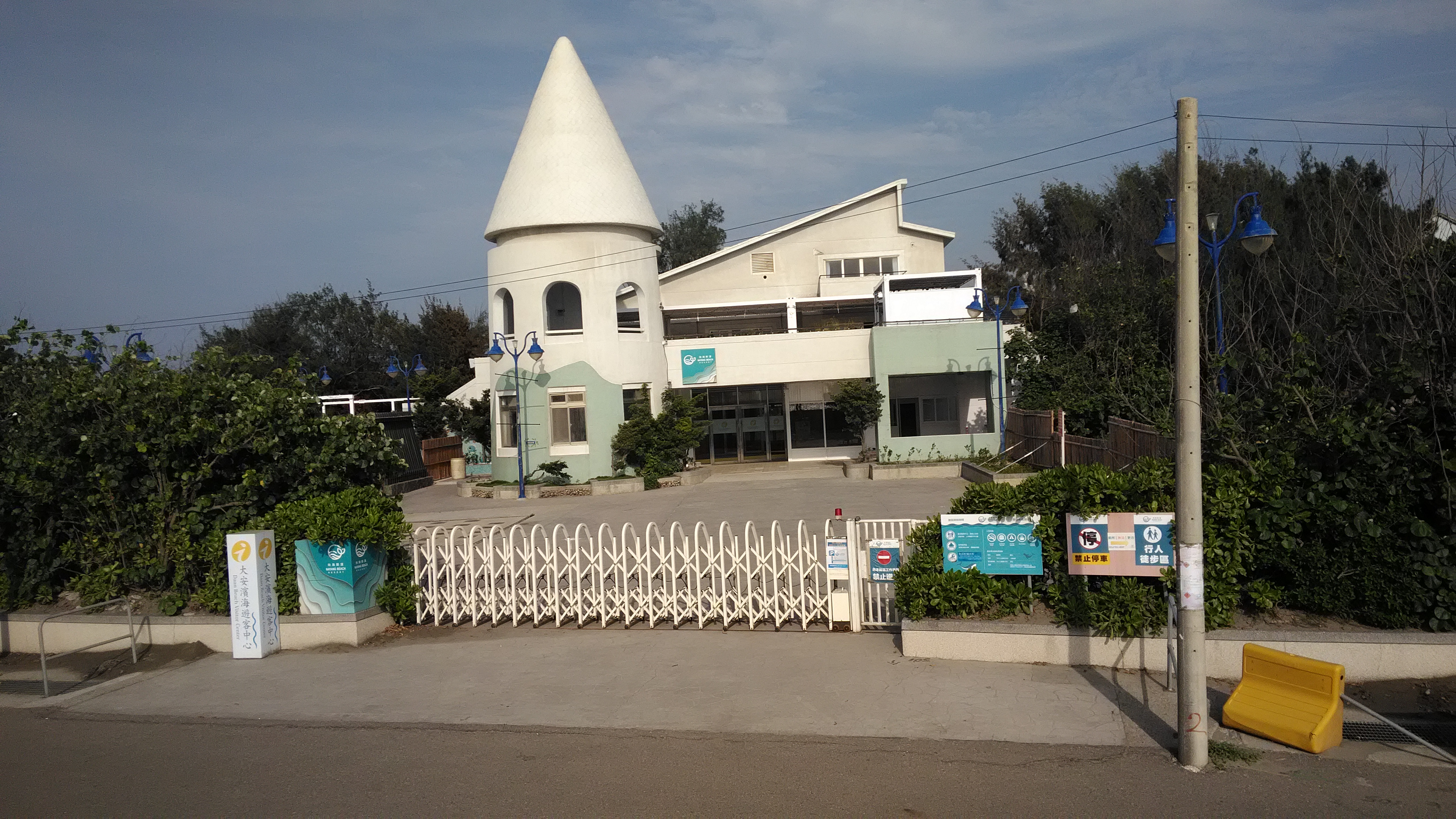
大安區大安海水浴場遊客中心
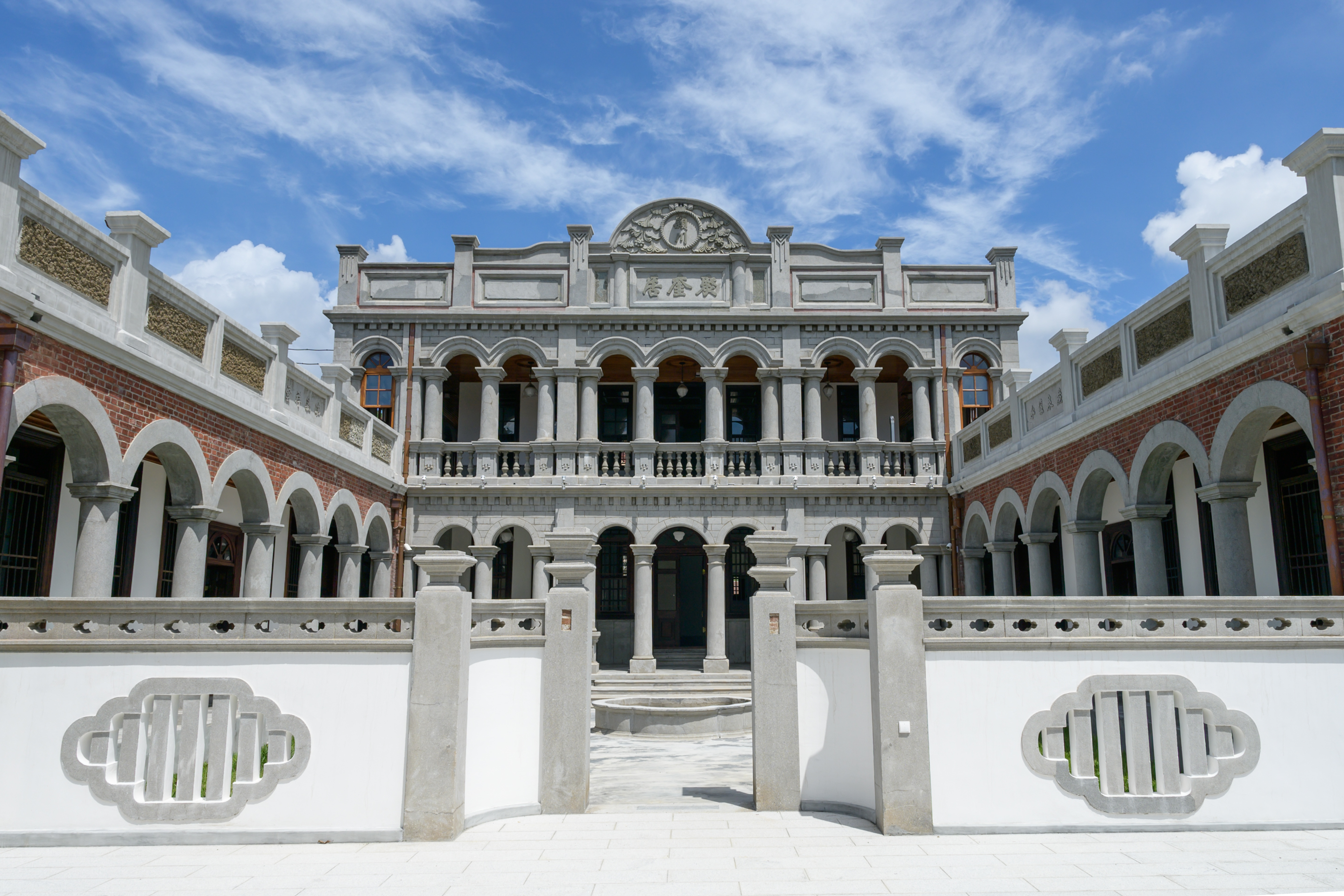
烏日區聚奎居
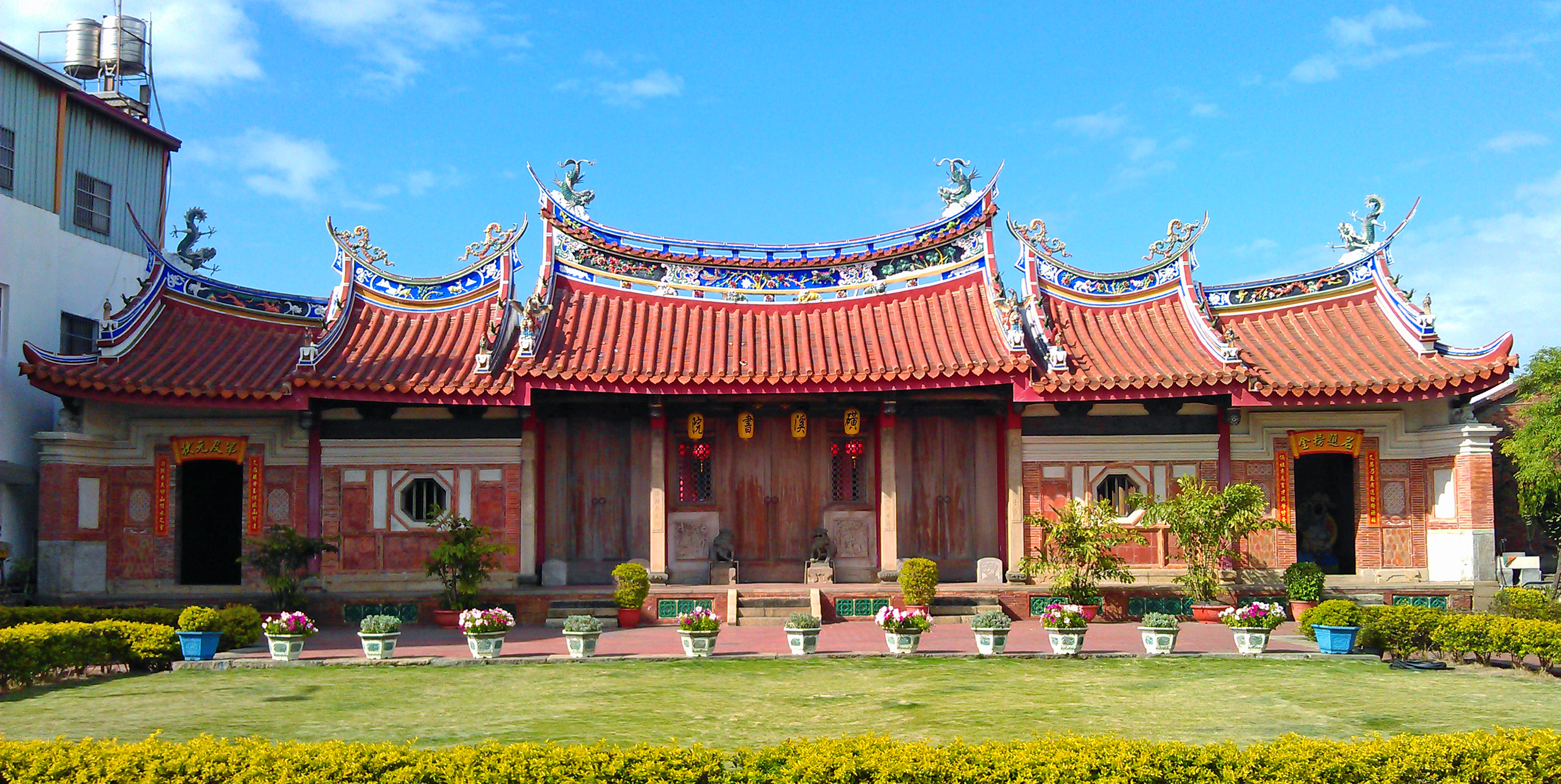
大肚區磺溪書院
龍井區龍目井
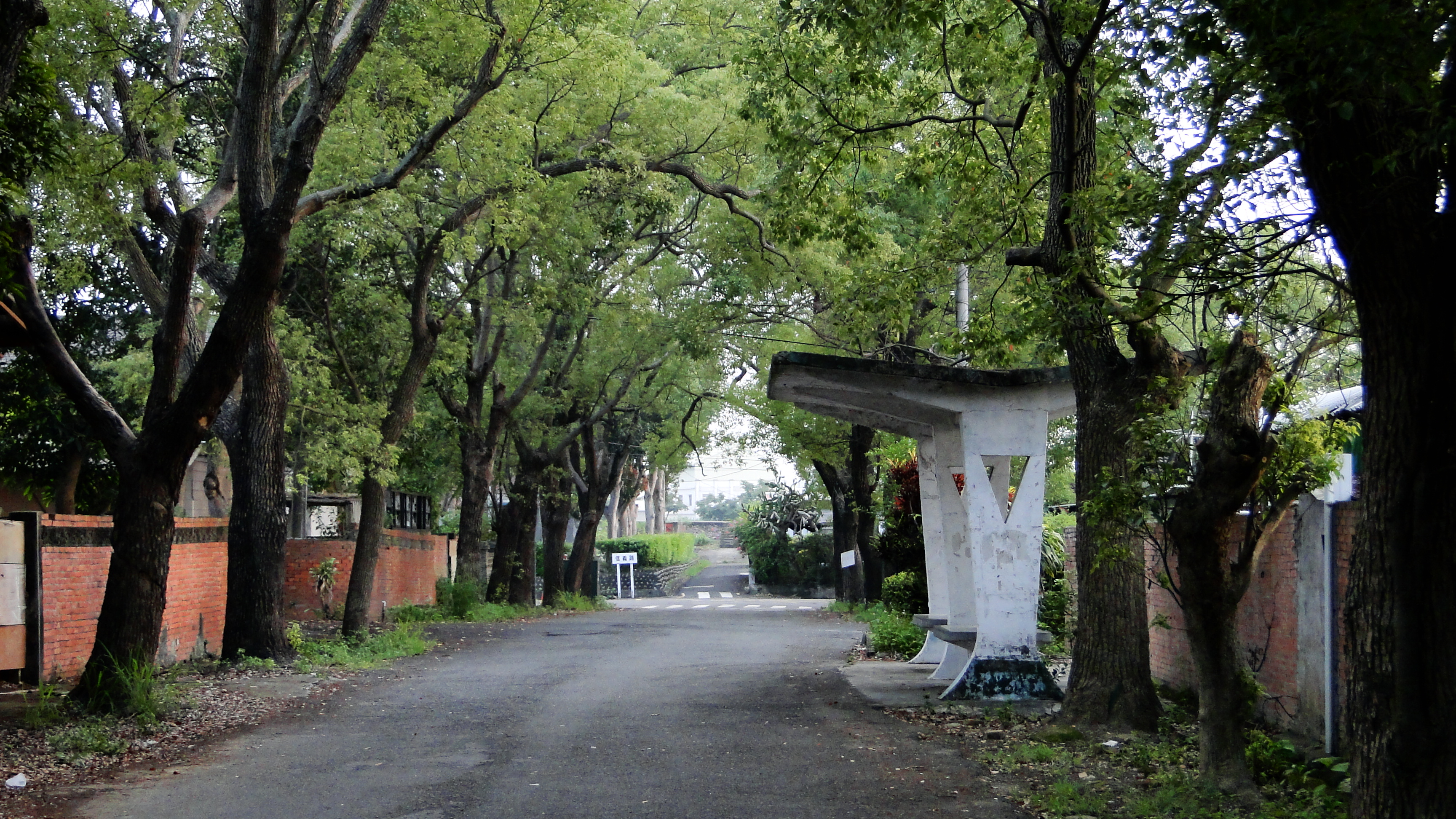
霧峰區光復新村
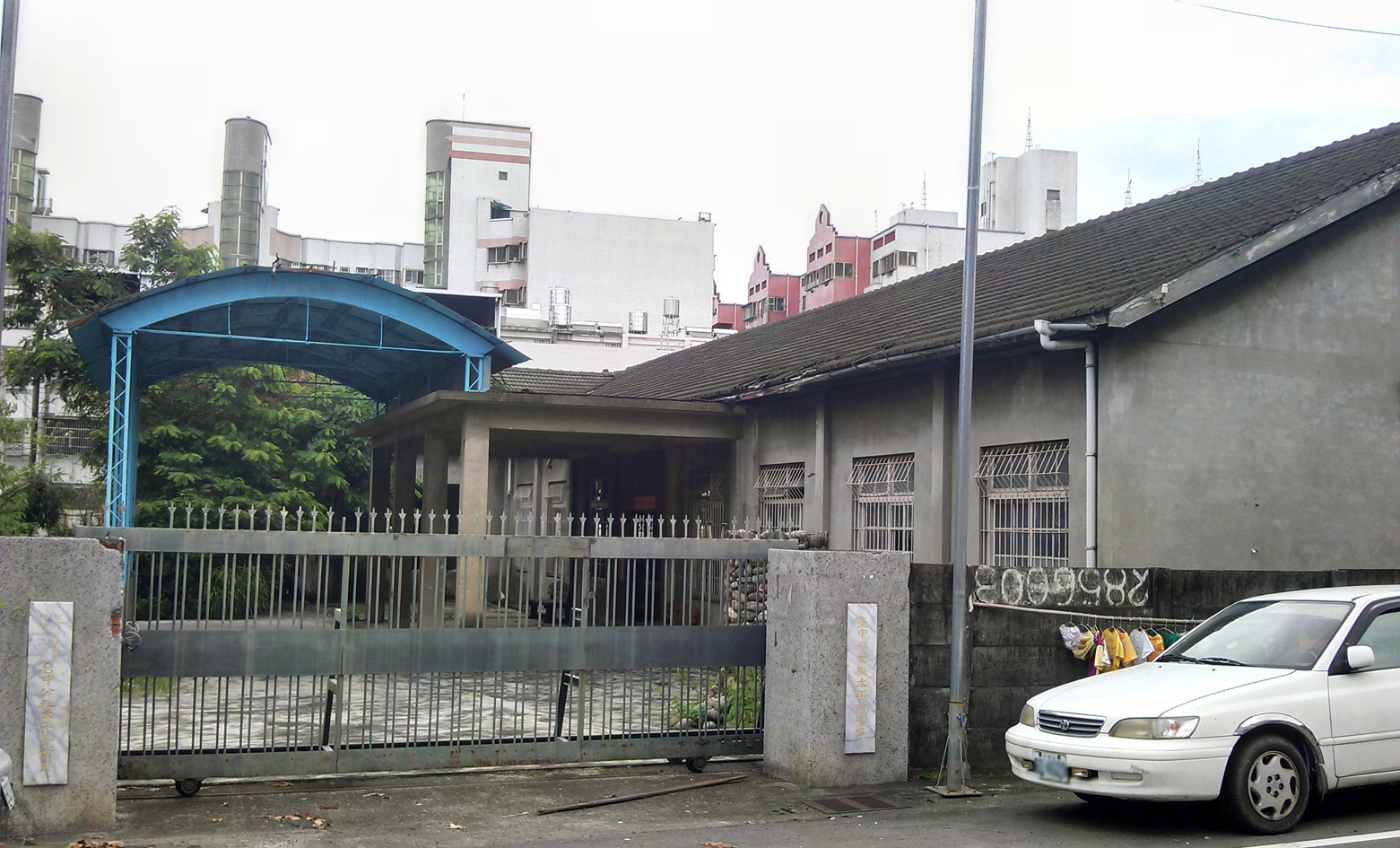
太平區太平買菸場
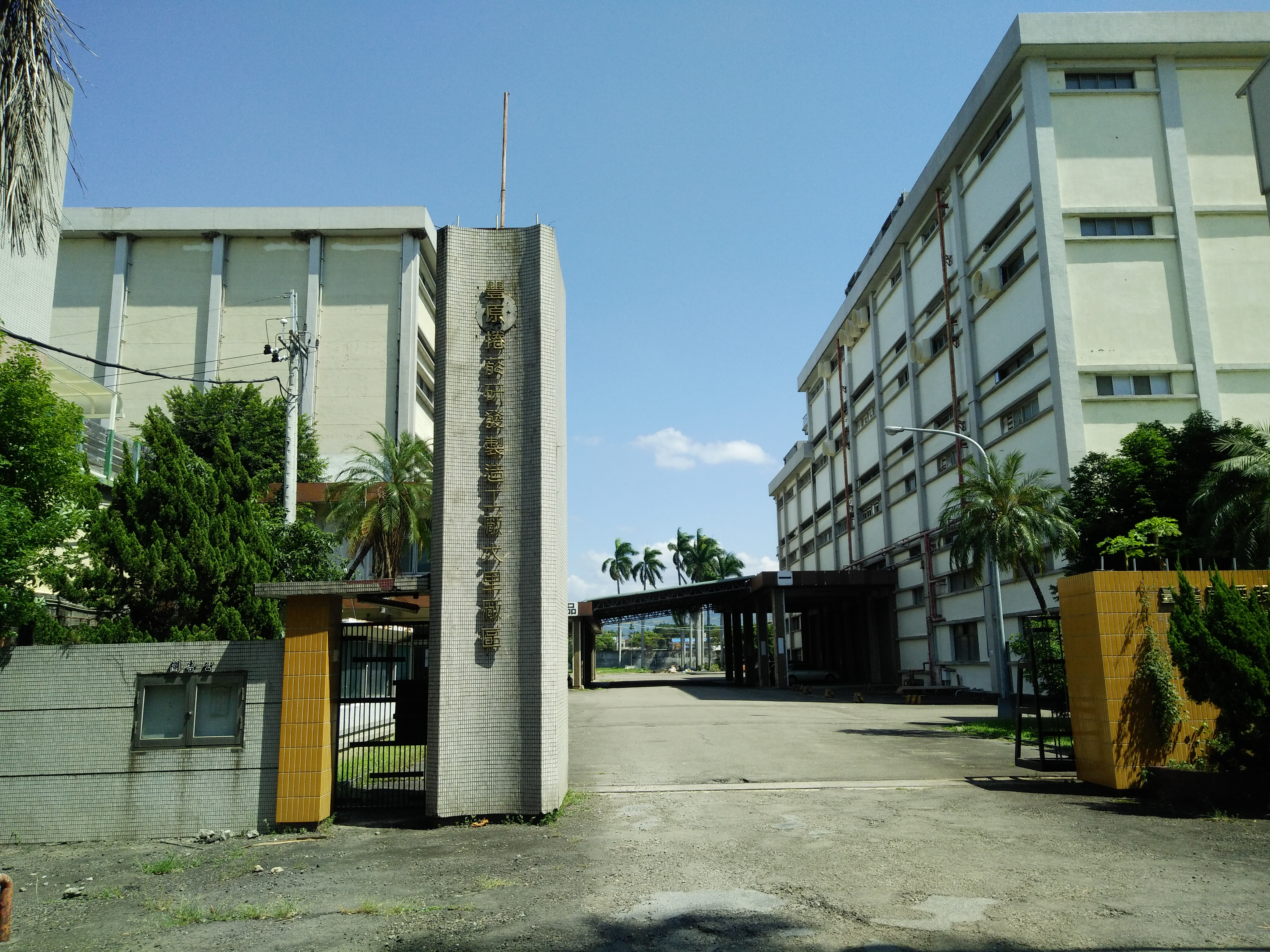
大里區專賣局臺中支局葉菸草再乾燥場
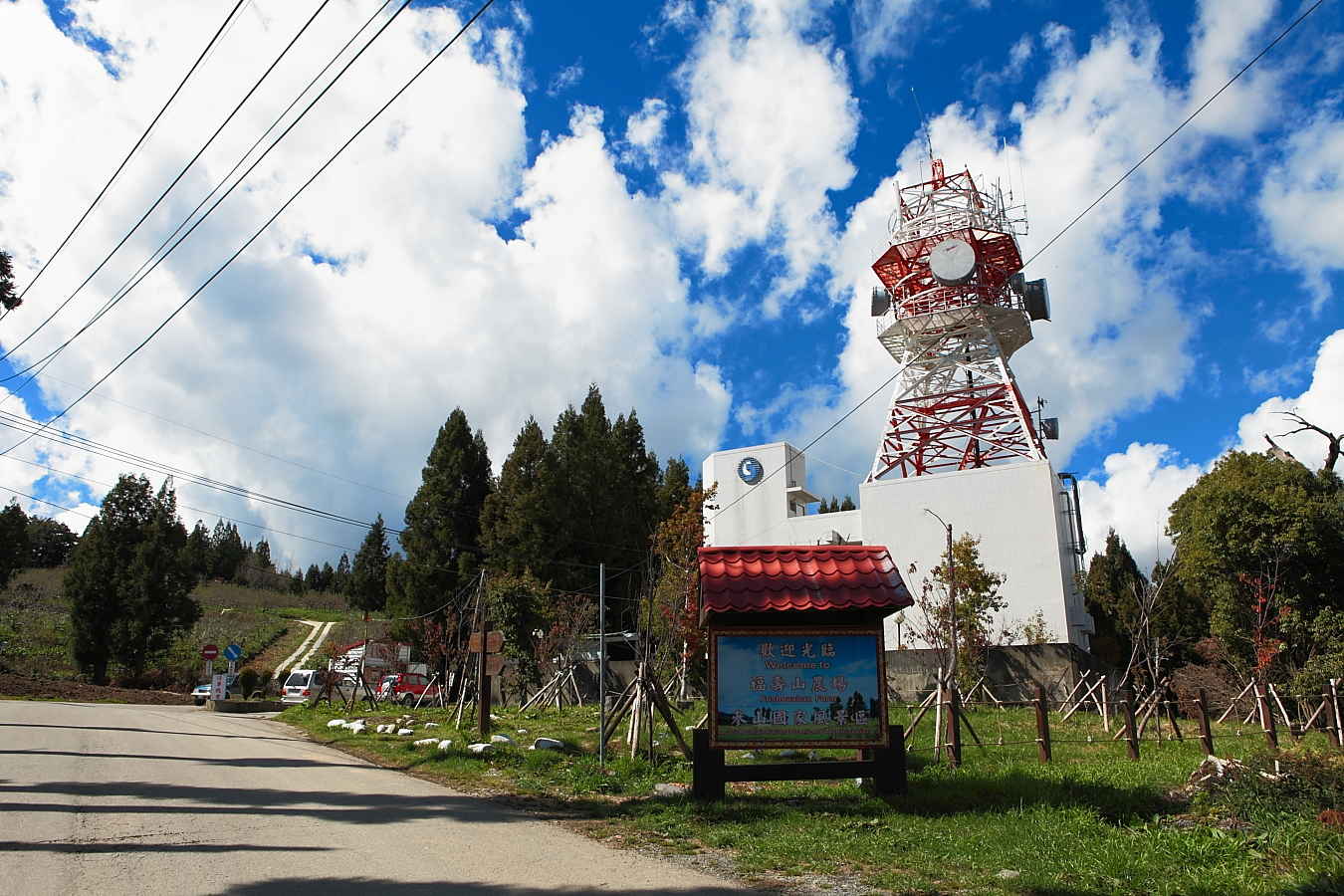
和平區福壽山農場